# サンデーモーニング
『サンデーモーニング』（英: SUNDAY MORNING）は、TBS系列で1987年（昭和62年）10月4日から毎週日曜日の朝の時間帯に生放送されている報道番組。略称は「サンモニ」など。初代総合司会者は関口宏。2024年（令和6年）4月7日放送回より膳場貴子が総合司会を務める。
TBS系列初の日曜午前の生ワイドショー番組として開始した番組で、2024年3月現在の時点において、同一の司会者による報道番組としてはTBSの最長寿看板番組となった。
モノステレオ放送（2015年10月4日より）を実施。

## 概要・歴史

### 関口時代初期（1987年10月 - 1998年9月）
1987年10月4日放送開始（当時の放送時間は8:30 - 9:54、以下、JST、初期のみ一部地域では9:30まで）。1997年9月までは『関口宏のサンデーモーニング』のタイトルで、新堀俊明、北野大、ケント・ギルバート、三屋裕子、定岡正二ほかがレギュラーコメンテーターとして出演、「関口宏事務所」（現・三桂）の所属タレントが多く出演した。
ワイドショーとして始まったが開始当初から芸能ニュースは扱っていない（ただし例外として1993年1月放送分で貴乃花光司と宮沢りえが婚約解消になった時、マスコミの報道について取り上げていたことがあり、有名人の訃報を一週間のニュースで振り返ることはある）。
現在に至るまでレギュラー・ゲスト出演者には「さん」付けをしている（当時の『ビッグモーニング』『モーニングEye』『はなまるマーケット』『情熱ワイド!ブロードキャスター』と同じ）。放送開始当初は公開番組だった。
セットは、9分割されたモニターの前にドーナツ型のデスクが置かれていた。当時ワイドショーにおいてマルチスクリーンが導入されたのは画期的であった。当時はアシスタントが中継リポートをすることが多く、なかでも青函トンネル（1988年3月13日放送）や瀬戸大橋（同年4月10日放送）の開通時にはレギュラーコメンテーターも現地に赴き取材や中継を行った。
「8%でいい」と始めた企画だったが1988年9月までの1年間の視聴率は11.8％であった。
1989年6月には第6回ATP賞テレビグランプリ優秀賞を受賞、7月24日には視聴率17.0%を記録。
同年9月17日に放送100回を迎える。
1989年6月25日と1992年9月6日に最高視聴率22.7%を記録しその週のTBSの全番組中トップであった、9月13日にも20.3%を記録。
1992年4月の毎日新聞の記事では平均視聴率は17～19%とされた。
1992年10月には五周年記念パーティが開かれた。
1993年8月1日に放送300回を記録し記念パーティが開かれた。
1994年4月3日からは「深みが足りない」「マンネリ化してきている」などの視聴者の声もありリポーターを増やし8:00開始の2時間に枠を拡大しテーマ曲を変更。
番組制作スタッフは当初、社会情報局のワイドショー班（当時、平日朝の同じ時間帯に放送されていた『モーニングEye』と制作部署・制作協力会社が同じ）が担当していたが、明るみに出たTBSビデオ問題により社会情報局が廃止されたため、1996年6月以降は報道局により制作されている。
1996年2月時点では橋谷によると企画会議は水曜日で全体会議は金曜日、編集会議は土曜夕方に行われていてこの時点で7人のリポーターがいた。
1996年7月28日から9月1日までの6回にわたり夏休み企画として約80人の応募から選ばれた女子高生6人が「高校生のみた日本」をテーマにリポーターとして登場した。
関口は「罪を憎んで人を憎まず」のスタンスとしていて、スタッフは「性善説の番組」と呼んでいた。
1997年5月18日に放送500回を達成。
1997年5月25日の視聴率は10.3%と、伸び悩むが、7月13日には14.4%8月3日には15.1%と15%を超える。一方関西地方では9月21日に21%を記録(99年11月21日にも21.3%と20%を超えた)。
2024年3月まで司会をしていた関口宏は1997年9月頃まで女性キャスターを「くん」付け（例として浜尾くん・橋谷くんなど）で呼んでいた。1997年10月以降は「さん」付けとなっている。
放送開始10周年を機に、1997年10月『新サンデーモーニング』に改題し、関口以外の出演者を総入れ替えした。アシスタントに中江有里、コメンテーターには矢崎滋がレギュラーとして出演し、報道局記者や報道番組のキャスターがリポートを担当した他、声優によるナレーションを導入し、ナレーションには戸谷公次が担当した。
リポーターもキャスターに入れ替えられた。
末期の98年8月23日には視聴率15.9%を記録。

### 関口時代後期（1998年9月 - 2024年3月）
1998年9月に番組タイトルを『サンデーモーニング』と改めた。1999年9月からは1994年まで使用していたテーマ曲や一部BGMを復活（提供時とEDのテーマ曲アレンジ除く）させ、コメンテーターを新たに起用、三桂やセント・フォース所属のフリーアナウンサーがナレーターとして出演している。セットは和風を意識したものとなり、コメンテーター席がソファーからデスクに変更し囲炉裏まで設置された。
それまで、同時間帯で放映していた日本テレビ『THE・サンデー』に及ばなかったが2002年以降、関東地区で15%前後の視聴率を獲得しており、2004年頃から本番組が時間帯1位を奪取し、その後も長らく保持している、例えば2004年1月11日の視聴率はこの番組が13.7%でサンデーが12.7％である。2006年5月7日には20.5%を記録している、九州地方でも20.5%を2006年7月9日に、2010年6月13日には22.8%を記録。
「サブキャスターや番組スタッフが手を動かして（フリップを）作ったほうが、ニュースをより深く理解して、（視聴者に）伝わるものができるのではないか」との趣旨から、2006年8月からサブキャスターや学生アルバイトなどによる手作りフリップが登場している、また放送前には会食を行う。
放送前に打ち合わせを一切行わない(サブキャスターとは金曜日に打ち合わせがある)が、関口宏 - 時代には土曜日の夜行っていた。
2009年、発足されたばかり大手企業26社で作る「優良放送番組推進会議」(委員長・有馬朗人(元文科大臣))で選ばれた報道番組のランキングで4位(平均点1.59)を記録した。
2011年3月11日に発生した東日本大震災を受け3月13日の放送はCM無しで急遽4時間半スペシャルを放送した。2012年以降も東日本大震災を特集した特別版を毎年3月に放送しており、震災の翌年の2012年3月11日には気仙沼から、2年目を迎えた2013年3月10日には陸前高田から、3年目を迎えた14年3月9日は関口、橋谷、岸井らが岩手県宮古市に出向いて放送が行われた。
2012年に25周年を迎えホテルオークラで パーティが開かれた。
関口は「必要以上に字幕スーパーを出さない」「番組を休んだことは1度だけ。休みたいと思ったことはない」とコメントした。
毎年熱海で合宿を行う。
2015年に「第14回放送人グランプリ」を受賞。受賞式には関口が出席し、「28年前に番組が始まった時から、中庸の精神で真ん中のつもりでやってきましたが、いつの間にか、左の方にいた番組がなくなって、一番左みたいになってしまいました。でも、最初の思いは変わっていないつもりです」と述べた。
2015年8月9日には戦後70年を特集し、長崎県稲佐山から多元中継で3時間半スペシャルが放送された（週刊ご意見番も行われた。戦後50年の際の1995年8月6日は広島から式典を生中継したが放送時間は通常通りであった。）。2016年10月2日に放送1500回を達成。
2017年10月に放送開始から30年を迎え記念パーティが開かれた、12月3日時点の放送回数は1560回を数える。
番組の至る所にあるJNN各局のシンボルマーク・ジ～ンは、2000年4月の使用開始から2020年3月29日放映分まで多用されていた（当初は、セットの壁の前にジ〜ンを立体とした置き看板も置かれていた）。
2020年4月5日から出演者間の距離を開けるためテーブルを伸長し、2020年4月19日放送分から新型コロナウイルス感染拡大防止に伴い、隔週交代出演の青木と松原以外のコメンテーターは、自宅又は事務所などから、モニターを通じてリモート出演（一部のコメンテーターは局内の別室から出演）をしていた。2020年6月7日放送分までは、4名がリモート出演し、同年6月14日以降は、週によって、スタジオ出演1名・リモート出演3名か、スタジオ出演2名・リモート出演2名のパターンがあった。感染防止対策の仕切り板は全員に設置されており、コメンテーター、サブキャスターはモニターを挟んで着席していた。これらの措置は2022年3月20日まで続けられた。
2022年3月27日放送分からは20年以上にわたり続いていた出演者のテロップ下部のSUNDAY MORNINGの表記が消え、スタジオセット全体が丸19年ぶりに新しくなり、各コメンテーターのパーソナルスペースが少しだけ大きめに取られるようにもなる。

### 膳場時代（2024年4月 - ）
2024年3月31日を以って総合司会の関口宏が勇退し、同年4月7日放送分から2代目総合司会を膳場貴子（元NHKアナウンサー・TBS専属契約アナウンサー）が務めると2023年10月にTBSが発表した。
なお、関口以外の出演者はサブキャスターに水野真裕美と入れ替わる形で駒田健吾を起用したが、それ以外のレギュラー出演者はこれ以降も続投し、更に番組ロゴやメインテーマ曲も全面刷新した。ただし、一週間のニュースと天気予報のBGMに限り、関口時代のメインテーマ曲（三枝成彰作曲）の前奏なしバージョンが継続されている。
膳場は自らロケ取材などに出向いており、この場合は番組を欠席する。

### 年末・新春スペシャルについて
1989年以降年に1回 - 2回、年末または年始に11:24 - 11:30前後まで拡大して放送されるが2015年年末以降（2016年は放送されず）は7:00開始9:54終了に繰り上げ、更に2020年以降は7:30開始に繰り上げた。1998年の年末スペシャルと1999年の新春年末はスペシャルを冠していても時間が通常通りの場合だった。
12月30日か12月31日が日曜日の場合は「年末スペシャル」に、1月2日 - 1月4日が日曜日の場合は「新春スペシャル」になるが、元日が日曜日の場合は休止となり1週間前の12月25日に年末スペシャルとして放送される。スペシャル版は第2部構成となり、
第1部は通常のタイムスケジュールで進行され、9:40（2015年以降は8:30頃）頃「風を読む」コーナー部分から第2部となり当年（または前年）をVTRで振り返り、来年（または今年）がどういう年になるかコメンテーターとともに討論する形式になる。
1991年まで平日に新春スペシャルが放送される場合『モーニングショー』（テレビ朝日）を放送している北陸放送・山陰放送・南海放送・長崎放送（1990年まで）・熊本放送（1989年）・大分放送・宮崎放送・琉球放送では9:30から1時間遅れで放送していた。
1988年1月3日は映画『モスラ』（TBSのみ、北陸放送では関口宏司会の『豪華!スター家族対抗初春ジャンボクイズ!』（日本テレビ制作）が遅れネット）放送のため休み。
- 1989年は元旦が元日丸ごと初中継!いきいきニッポン'89のため休止になった代わりに翌日に関口宏新春スペシャルとしてサンデーモーニング&100人に聞きましたが放送（なお、翌週は昭和天皇崩御のため休止）、大晦日に激変の世界と激動の昭和史をテーマに2部に分けスペシャルを放送。
- 1990年は元旦に新春スペシャル「21世紀の日本人」を放送し、二日連続でのスペシャルとなった、12月30日にはスペシャルを放送。
- 1991年の1月2日にも新春スペシャル「21世紀への大激流」を放送、ここまでのスペシャルはすべて8時半からの三時間スペシャル[45]。
- 1992年1月5日の新春スペシャル「激動する世界とニッポン」は3元中継で8時半から2時間半。この放送がきっかけで関口の提案により[9]「いちご会」(由来はスペシャルの放送日[9])を結成してというボランティア同士の討論会を開催することになり、3月1日の放送で予告して、4月5日午後1時に日本青年館[9]で開催された(いちご会会員14名だが会員以外にも岸本葉子らが出席[9])[注釈 14]。
- 1993年1月3日の新春スペシャル'93は8時半から3時間。
- 1994年1月2日の新春スペシャル'94は8時半から3時間。
- 1995年1月3日（1月1日は駅伝のため休止）の新春スペシャル'95は8時から3時間半[注釈 15]。
- 1996年1月3日の新春スペシャル'96は8時から3時間半。
- 1997年1月5日の新春スペシャル'97は香港親善大使の浅野ゆう子の中継を挟みつつ8時から3時間。
- 1998年1月4日の新春スペシャル'98は5元生中継で10:54までの放送で8年ぶりの年末スペシャル'98は12月27日。
- 1999年の新春スペシャル'99は1月3日に、21世紀スペシャルは12月26日に放送。
- 2000年12月31日は『SAMBA・TV』内にてさよなら20世紀スペシャルを放送。
- 2001年は歳末スペシャルとして12月30日に、2002年は15周年拡大版として12月29日に放送され、翌年は放送されず。
- 2004年1月4日には5年ぶりに新春拡大版が放送され、2005年には新春年末両方放送されたが翌年も12月31日に年末スペシャルを放送。
- 2007年は12月30日に年末SPが放送された為か翌年は放送されなかった。
- 2009年は1月4日に新春スペシャルが放送され翌年は12月26日に年末スペシャルが放送。

2011年は、12月25日に年末スペシャル（この年は『報道の日 2011 記憶と記録そして願い』の第一部として）がオンエアされた。なお、曜日配列によっては、年末年始も休まず放送する。この2011年から、12月最終日曜日にかかる週は長時間番組『報道の日』が放送・開催されており、2013年までは「サンデーモーニングスペシャル」がその第1部のパートに当たっていた。
2014年12月28日はサンデーモーニングと報道の日を別番組として連続して放送された。2015年1月4日は単独で「新春スペシャル」を放送し群衆と戦後70年を特集し第52回ギャラクシー賞テレビ部門優秀賞を受賞（1995年の新春スペシャルでは50年を特集）。
2015年度以降は前述の『報道の日』がそれまでの12月最終日曜日から12月30日の放送に変更されたため本番組とは完全に分離され、2015年のみ年内最終放送の12月27日に年末スペシャルを、2017年以降は年明け最初の放送で新春スペシャルを放送する形式に変更し12月30日 - 1月3日が日曜日にあたる年は本番組は休止するようになった。

### 変遷
| 期間      | 期間      | タイトル                   | 放送時間（日本時間）      |
| --------- | --------- | -------------------------- | ------------------------- |
| 1987.10.4 | 1994.3.27 | 関口宏のサンデーモーニング | 日曜 8:30 - 9:54（84分）  |
| 1994.4.3  | 1997.9.28 | 関口宏のサンデーモーニング | 日曜 8:00 - 9:54（114分） |
| 1997.10.5 | 1998.8.30 | 新サンデーモーニング       | 日曜 8:00 - 9:54（114分） |
| 1998.9.6  | 現在      | サンデーモーニング         | 日曜 8:00 - 9:54（114分） |

## 現在の出演者
サブキャスターは駒田と杉浦以外の全員、関口が代表を務める三桂所属。

### 総合司会・サブキャスター
総合司会
- 膳場貴子（元NHKアナウンサー・TBS専属契約アナウンサー、2024年4月7日 - ）[注釈 18]

サブキャスター（アシスタント）
- 唐橋ユミ（元テレビユー福島・2004年10月3日 - ＜鬼頭あゆみ・用稲千春と入れ替わり＞）※報道担当→｢週刊御意見番｣担当[注釈 19]（同時にリポーターから津島と新任の柴田とともにサブキャスターに就任）。
- 杉浦みずき（セント・フォース関西所属・2020年2月2日 ‐ (伊藤友里と入れ替わり)[注釈 20]）、2023年4月以降はオープニングパートでのニュース（稀に水野（風を読むと兼任）・中西[注釈 21]）を担当
- 中西悠理（元岡山放送アナウンサー）（2022年4月3日 - 現在）
- 駒田健吾[注釈 22]（TBSアナウンサーで、水野真裕美と入れ替わり、2024年4月7日 - )

### パネリスト（コメンテーター）
パネリスト・ご意見番の氏名テロップには必ず「さん」付けを徹底している（王貞治は会長）。
レギュラー隔週コメンテーター
青木と松原はアンカー席で交代出演。
- 松原耕二（報道1930メインキャスター、元TBS報道記者・キャスター、元TBS解説委員、元JNNニューヨーク支局長、元NEWS23Xメインキャスター）[注釈 23]。
- 青木理（ジャーナリスト、レギュラー就任以前にも出演した時期があった[46]）松原のコロナ療養中は連続で出演したが復帰後は松原が連続出演した。松原の司会時はアンカーとして同時出演した[47]。青木氏は共同通信社の元記者。2024年9月12日配信のYouTube番組で、対談相手のジャーナリスト、津田大介に「人々はなぜ自民党に投票し続けるのか」と問われ、「一言で終わりそう。劣等民族だから」と不適切発言をしたため、2024年10月6日から番組出演を自粛する。10か月後の2025年8月10日回にて、当該不適切発言の撤回・再謝罪を改めて行うことにより出演を再開した[48]。
- 寺島実郎（多摩大学学長、日本総合研究所理事長、元早稲田大学大学院教授、元TBS番組審議委員会委員[49]）月2（2010年5月と8月は月3）、年末・新春SPには毎回出演する。

（セミ）レギュラー
1回の放送に4名が出演（下記リストにないコメンテーターが毎回1人程度呼ばれる、コロナ前と初期は5〜6、関口宏時代は8人出演することもあった）。特別事件が起きたときはキャスターの横に特別解説ゲストが1人程度出演することもある。上記の寺島と田中・藪中の席はアンカーの反対側の席（MC関口の隣の席）で固定
- 薮中三十二（立命館大学客員教授・元外務省事務次官）2017年11月5日以降月1出演[注釈 24]、2023年3月26日からは姜尚中の後を引き継いだ。なお、2022年5月8日にもアンカーの反対側席。
- 目加田説子（中央大学教授、TBS番組審議委員会委員[50]）2020年3月29日までは月1程度、以降不定期、2021年10月から再び月1出演。2022年10月16日はアンカーの反対側席。
- 安田菜津紀（フォトジャーナリスト）2013年11月24日以降月1。
- 浜田敬子（ビジネスインサイダージャパン編集長、前AERA編集長）2020年7月12日 - 月1出演、2021年は5月（出演なし）を除き9月まで第1週に出演（7月・8月は2回出演）、以降月1出演[注釈 25]。
- 元村有希子（同志社大学客員教授、元毎日新聞論説委員）2019年9月1日以降2021年5月30日まで、以降不定期、2023年1月8日から月1[注釈 26][注釈 27][注釈 28]。
- 竹下隆一郎（PIVOTチーフSDGsエディター、元ハフポスト日本語版編集長、元朝日新聞記者）
- 古田大輔（BuzzFeedJapan 創刊編集長）2017年4月2日 -[注釈 29]。
- 畠山澄子（ピースボート共同代表）2023年2月5日から月1。
- みたらし加奈（臨床心理士）
- 谷口真由美（法学者・部落解放・人権研究所理事・大阪大学非常勤講師・日本ラグビーフットボール協会元理事。週刊ご意見番のコーナーではラグビーに関するコメントを行う）2015年3月15日から2023年1月15日まで月1[注釈 30]。大阪府知事選立候補に伴い一時降板していたが、2025年4月6日放送分で復帰。
- 高橋純子 (ジャーナリスト)
- 荻上チキ（評論家、荻上チキ・Session　パーソナリティ）
- 辺真一（コリア・レポート編集長）※北朝鮮、韓国で重大な事件があった時のみ出演。
- 小泉悠（東大講師）※ロシアで重大な事件があった時のみ出演。

### 週刊御意見番担当
- 上原浩治（日刊スポーツ評論家。以前から助っ人枠で出演していたが、2022年1月9日より張本の後任としてレギュラー御意見番に就任[52]）[注釈 31]。上原の相方の席には、（張本時代と同様）プロ野球関係者だけでなく、その週で話題となったスポーツ関係者（サッカー、マラソン、柔道、卓球、バレー、陸上、バドミントン、スピードスケートなど）が呼ばれている。

ただ、上原が、渡米の関係などで番組出演できない際は、佐々木主浩、槙原寛己、掛布雅之、江川卓 などプロ球界の大物が呼ばれて「ご意見番席」に座ることになっている（張本勲が、数か月に一回「スペシャルご意見番」の肩書で出演することもある）。
・落合博満（元中日監督・元中日GM）＆中畑清　（元DeNA監督）：オチナカコンビ
　：張本勲ご意見番時代から落合、中畑はそれぞれ張本の相方としてそれぞれ単独（バラ）で番組出演していたが、2022年4月3日に落合＆中畑（オチナカ同学年コンビ）で出演したところ、視聴者に好評を博したことから、以降ほぼ「月1」ペースで出演。
- 中西哲生（スポーツジャーナリスト、川崎フロンターレ特命大使)
  - 2000年頃[53] から、週刊御意見番のコーナーではサッカーに関するコメントを行う（2015年8月9日は張本の隣で唐橋とともに長崎の関口と週刊御意見番を行った）[注釈 32]。2022年12月4日に久しぶりにパネリスト出演し12月11日にはご意見番として出演。
- タケ小山[注釈 33]（プロゴルファー）
  - 2009年1月からゴルフに関するニュースを取りあげる回のみ出演。「屋根裏のプロゴルファー[注釈 34]」として副調整室からゴルフ解説に登場。

## 過去の出演者

### キャスター・リポーター
◎の人物は、TBS→TBSテレビの現職アナウンサーとして担当。
○の人物は、高校や大学に在籍しながら出演。
●の人物は、関口宏事務所→三桂に所属しながら出演。
◆の人物は、セント・フォースや系列の事務所（スプラウトなど）に所属しながら出演。1993年8月2日の東京新聞でも特集された。
総合司会
- 関口宏[54][注釈 35][注釈 36]（1987年10月4日 - 2024年3月31日)

MC
- 中江有里（1997年10月[58] - 1998年8月、女優・歌手・小説家、TBS番組審議委員会副委員長[50]、皇位継承のあり方有識者会議メンバー、日本文藝家協会評議委員、文化庁文化審議会委員、放送大学放送番組委員会委員）

サブキャスター
1997年9月まで関口宏は女性キャスター・リポーターを「浜尾くん」などと呼んでいた。2023年10月現在は「水野さん」などと呼んでいる。1997年9月まで一部の女性キャスターは中継リポーターを兼務していた。
以下降板順で列挙する。
- 水野真裕美（TBSアナウンサー兼人事労政局人材開発部員、2012年4月1日 - 2024年3月31日）[注釈 37] ※アナウンサー専業時代から出演していて、2022年4月以降はオープニングパートでのニュース（稀に杉浦）を担当し2023年4月2日からは風をよむ担当。7月のTBSテレビの人事異動で人事労政局人材開発部の兼務になった後も出演を続けていた[注釈 38]。
- 橋谷能理子（1989年10月 - 1996年頃（産休で一旦卒業）、2000年4月 - 2023年3月26日[59]＜斎藤英津子と同じく2期メンバーとして復帰。その後すぐサブリーダーに昇格し現在に至る＞）長年冒頭と「風をよむ」を兼任していたが、2022年4月からは「風をよむ」のみを担当[注釈 39]）。
- 山中陽菜○◆（2020年2月9日 ‐ 2020年4月19日）※慶応義塾大学への在学中に、スプラウト所属の学生キャスターとして出演。卒業後の2022年4月1日付で、アナウンサーとしてミヤギテレビ（日本テレビの系列局）へ入社した。
- 伊藤友里◆（セント・フォース所属のタレント、2014年4月6日[60] - 2020年1月26日）
- 滝本沙奈◆（セント・フォース所属のフリーアナウンサー、2009年7月5日 - 2014年3月、2010年1月3日はインフルエンザで休み）※後任は伊藤友里
- 佐藤渚◎（2011年4月 - 2012年3月）※後任は水野真裕美
- 柴田奈津子◆（元岡山放送アナウンサー、2008年10月 - 2011年3月）※担当期間中はセント・フォースに所属
- 津島亜由子◆（セント・フォース所属のフリーアナウンサー、2004年10月3日 - 2009年6月28日）
- 用稲千春◆（2001年4月 - 2004年9月26日[61]）※担当期間中はセント・フォースに所属
- 畑杏子◎（1997年[62] - 1999年3月[63]）※TBSへの入社2年目から担当。降板後に結婚したため、結婚後は新姓の「長岡杏子」名義で他番組に出演していたが、2020年7月にTBSグループの人事異動でアナウンス職を離れた。
- 鬼頭あゆみ●（2003年2月 - 2004年9月26日[61]）[64]）
- 今山佳奈◆（2002年10月 - 2008年9月）[65]）※セント・フォースに所属しながら、「週刊御意見番」の進行を担当。
- 城向あかり（1999年9月 - 2002年9月）[66]）
- 佐藤まり江（1999年9月 - 2002年9月）[66]）
- 川村美絵子◆（1999年9月 - 2002年9月）※セント・フォースに所属しながら、「週刊御意見番」の進行を担当[66]
- 村瀬美希○（1999年9月 - 2000年7月）※武蔵野大学への在学中に、「学生リポーター」として出演していた。卒業後はフリーアナウンサーとして活動。
- 斎藤英津子○●（1989年 - 1993年3月28日、2000年4月 - 2001年6月）※初期は早稲田大学への在学中に「学生リポーター」として出演。卒業後も三桂所属のフリーアナウンサーとして活躍していた。
- 森麻季（1999年9月 - 2000年7月）※青山学院大学への在学中に、「学生リポーター」を経て、「週刊御意見番」の初代進行キャスターを務めた[67]。卒業後は、日本テレビのアナウンサーを経てフリーアナウンサーに転身。
- 中井亜希（元NHKアナウンサー、1997年10月[68] - 1998年）※NHKからの退職当初にTBSとの間で専属契約を結んでいた関係で、当時平日に放送されていた『おはようクジラ』のアシスタントと兼務。
- 香川恵美子◎（1997年10月 - 1998年）スポーツ担当[69]

リポーター
こちらも降板順で記す。
- 伊藤隆太（TBSアナウンサー、1997年10月 - 1999年8月）
- 杉尾秀哉（1997年10月 - 1998年8月）※『ニュースの森』のメインキャスターからTBS報道局のデスクへ異動した時期にリポーターを務めていた。降板後にJNNワシントン支局長・『JNNニュースの森』メインキャスター・報道局の専門解説委員などを経て、TBSテレビ退社後の2016年から民主党→立憲民主党所属の参議院議員として活動。
- 内藤聡子●（1997年4月 - 降板時期不明）※法政大学3年時の1995年度に『ニュースステーション』（テレビ朝日）の気象キャスターを務めていたことを踏まえて、卒業後に三桂へ在籍しながらリポーターとして出演していた。降板後は、フリーアナウンサーとして活動する一方で、2000年に気象予報士の資格を取得。
- 岩田あゆみ●（1990年9月16日 - 1997年)
- 栗原由佳○◆（1996年10月 - 1997年9月）※上智大学への在学中に学生リポーターとして出演。卒業後はセント・フォースのフリーアナウンサーとして、『JNNスポーツ&ニュース』のキャスターを務めた。
- 中野千英（1994年10月 - 1997年）
- 小林紀子○●（1989年 - 1992年3月29日、1993年4月4日 - 1997年）※日本女子大学への在学中に「学生リポーター」として出演。卒業後も三桂所属のフリーアナウンサーとして活躍[70]。
- 中山美香○（ - 1997年)[71]※武南高校への在学中に、「学生リポーター」として出演していた。武蔵大学からの卒業後に、テレビ愛知のアナウンサーを経てフリーアナウンサーへ転身。
- 高木希世子○●（1987年10月 - 1996年9月29日）※立教大学への在学中に、「学生リポーター」として出演。卒業後も三桂所属のフリーアナウンサーとして、『知ってるつもり?!』（毎週日曜日の21時台に日本テレビ系列で放送されていた関口司会の教養番組）のアシスタントなどを務めていた。
- 戸野本優子（1996年4月 - 1996年9月）
- 中島多圭子（1994年10月 - 1996年）
- 宮本ひとみ（1994年4月[72] - 1994年9月）
- 標あかね（1993年5月2日 - 1994年3月）
- 本村由紀子[73]（1993年5月2日 - 1994年3月）
- 広重玲子○（1993年5月2日 - 1994年3月）※早稲田大学への在学中に、「学生リポーター」として出演していた。卒業後にアナウンサーとしてTBSへ入社。TBSテレビへの自動転籍を経て、2009年7月の人事異動でアナウンス職を離れてからも同局に勤務している。
- 伊藤聡子○●（1989年 - 1993年9月26日）※東京女子大学3年時[74]に「学生リポーター」として出演したことを皮切りに、卒業後も三桂所属のフリーアナウンサーとしてキャスターを務めていた。降板後も、TBSテレビ制作の『ベストタイム』や『ひるおび』にレギュラーで出演。後に国土交通省地域づくり表彰審査会委員。
- 高橋真理●（1987年10月 - 1993年3月28日)
- 藤岡久美子●（1987年10月 - 1991年3月31日）※明治学院大学からの卒業後に、リポーターとして出演。降板後も、『テレビのツボ』、『宵待5』のアシスタントなどを務めていた。降板後はテレビ朝日『森田健作の熱血テレビ』のアシスタントを務めていた。
- 宮田佳代子○●（1987年10月 - 1990年3月25日）※日本大学への在学中に、「学生リポーター」として出演していた。卒業後も、三桂所属のフリーアナウンサーとして活動
- 浜尾朱美（1987年10月 - 1989年9月）※降板後の1989年10月から、『筑紫哲也ニュース23』の初代サブキャスターを担当。
- 沼田真理子○※京都大学への在学中に、「学生リポーター」として出演。卒業後は「黒澤摩璃子」という名義で、作曲家として活動している。
- 中谷久美子○●
- 矢吹藍子

### パネリスト（コメンテーター）
レギュラーコメンテーター
- 岸井成格（キャスター・NEWS23アンカー・政治評論家・元毎日新聞主筆・同論説委員長、初登場時は政治部長）1994年4月3日 - 2007年11月11日、2008年2月24日 - 2017年9月10日、2017年10月8日[75] - 2017年12月3日[76][77][78]。2018年5月15日死去。2017年10月8日以降は帽子をかぶって出演していた[75]。
  - 過去には2007年11月18日以降欠席し、12月2日にがんであることをメッセージで公表していた。
  - 2017年12月10日以降、コメンテーターの末席に座っていた岸井の席には、現在は、松原耕二や青木理（ジャーナリスト）らコメンテーターが週替わりで座っている。
  - 最後の出演以降も2018年4月末まではレギュラーパネリストとして名前が残されていたものの[79]、5月にはクレジットから削除され[80]、死去直後にお悔やみが掲載された[81]。
  - 過去には 与良正男（毎日新聞論説委員、2007年12月2日 - 2008年2月17日、2017年3月12日、2017年3月26日）や 後藤謙次（政治コラムニスト・NEWS23キャスター、2008年10月5日）に加え、後に後任となる松原（2017年8月13日、2017年9月17日、2017年10月1日）や青木（2017年3月19日、2017年9月24日）が岸井の代役アンカーとして出演していた時期もある。
  - なお、2018年5月20日の風をよむで岸井が追悼特集された際には与良がアンカーを務め、この日はスタジオに岸井のパネルが飾られた[82]。
- 新堀俊明（TBS解説委員）1987年10月4日 - 1997年、2018年3月18日死去。初回からレギュラー出演しており[83]、2018年3月25日放送で死去が公表された。一貫して旧セットの右端の席に座っていた。
- 矢崎滋　1997年10月5日～1998年3月29日[84]。

下記は（セミ）レギュラーで出演していたものを順不同で列挙する。
- 浅井信雄（国際政治学者、読売新聞ワシントン支局長、中東調査会理事） 1991年[85][86]1月27日 - 2014年[87]9月28日　湾岸戦争の特集で初出演、2013年3月までは月2（2月は月1）で日曜が5回ある月は月3（河野洋平出演月と寺島が月3で出た2010年5月・8月を除く）、それ以降は月1出演で席はアンカーの反対側席で固定。 2015年3月6日死去、同年3月15日放送で死去の事実が公にされ追悼された。
- 田中秀征（元経済企画庁長官、元首相補佐官、元衆議院議員、新党さきがけ代表代行、元学習院大学教授、福山大学客員教授）2012年7月1日（10月と翌4月は出演なし、これ以前にも長年年数回出演[注釈 40]）- 2021年12月19日まで月1で日曜が5回ある月は2017年7月から2019年6月まで月2、2013年5月19日からはアンカーの反対側席で固定（2月17日にも同席）で以前は浅井寺島の横だった。関口宏MC退任直前の2024年1月22日の出演が最後。
- 田中優子（法政大学名誉教授、同大前総長）：2003年頃～2014年3月2日まで月1。2014年法政大総長就任に伴い不定期出演に切り替え。2014年9月に出演後、2015年4月から再び月1（8月12月は出演なし）で2016年は年7、2017年は年6、2018年は年1、2019年は年8、2020年は10月まで月1。2021年3月法政大総長退任後、2021年4月25日より月1出演ペースに戻り（2023年4月は月2）、関口宏のMC退任、膳場貴子新MC就任直後の2024年5月5日の出演が最後となる。
- 姜尚中（政治学者、東大名誉教授、元聖学院大学学長、鎮西学院大学長）2014年11月2日[注釈 41][注釈 42] - 2023年2月19日までアンカーの反対側席で月1出演、2015、2017年の新春SPでは寺島と同時に出演し寺島の横に座った。
- 平原依文（PEACE DAY財団理事）2022年2月27日から7月10日まで月1。
- 涌井雅之（造園家、東京都市大学教授） - 2021年12月19日まで、月1程度、2014年10月26日以降日曜が5回ある月は2017年4月までと2020年8月23日と11月15日にアンカーの反対側席。その後は関口宏MC退任直前2024年3月22日出演が最後。
- 大宅映子（ジャーナリスト、日本年金機構理事）[注釈 43] - 2021年12月12日まで、月1程度出演。関口宏MC退任直前2024年2月11日の出演が最後。
- 佐高信（評論家、元週刊金曜日発行人、現代ビジョン元編集長）1987年[89]-2009年3月8日まで月1（2008年12月と翌2月は出演なし）、2010年7月18日以降不定期に2020年8月16日まで、2024年3月10日に3年半ぶりに出演、新サンデー - 時代も出演。
- 幸田真音（作家、NHK経営委員、JT取締役、LIXILグループ取締役、日本取引所グループ取締役、三菱自動車工業取締役）2014年までは月1程度、2018年までは年8前後、2019年は隔月、以降不定期に2020年6月28日まで[注釈 44]
- 岡本行夫（外交評論家・立命館大学客員教授・元内閣総理大臣補佐官、元内閣官房参与、元外務省安全保障課長）2016年6月19日 - 2020年3月22日まで月1程度出演（2019年11月と20年1月は出演なし）。2020年4月24日死去。4月10日にも出演予定だった。
- 西崎文子（東京大学教授）2008年11月9日 - 2019年7月14日まで月1程度出演、それ以降は不定期に2020年3月15日まで
- 大崎麻子（関西学院大学教授）2012年9月16日 - 2018年12月23日まで月1（2013年8月と2016年2月は月2、2016年5月と2017年11月、2018年2月は出演なし）
- 浅井慎平（写真家、中京独立戦略本部本部員、大阪芸術大学大学院教授）2017年12月24日まで月1出演。
- 金子勝（慶応大学教授）2014年1月26日まで月1、以降不定期に2015年10月11日まで[注釈 45]（2010年、2011年2月及び2011年 - 2013年12月、2013年10月は出演なし、稀に月2で出演することもあった）
- 江川紹子（ジャーナリスト） - 2010年6月20日放送分をもって降板、月1程度出演。
- 白井貴子（歌手）2000年4月2日まで月1 - 月2程度出演[注釈 46]
- 野村克也（監督時に出演、優勝時は選手とともに出演したりキャンプ時は番組で密着取材を行った） - 1999年
- 舛添要一（前東京都知事）
- 北野大（明治大学教授、OECD専門委員）（1987年 - 1997年）
- ケント・ギルバート（1987年 - 1997年[注釈 47]）
- ケント・デリカット
- 三屋裕子（1987年 - 1997年）
- 輪島大士（大相撲の解説を担当）2018年10月8日死去
- 衣笠祥雄（主にプロ野球の解説を担当）2018年4月23日死去
- 田淵幸一（主にプロ野球の解説を担当）
- 前田武彦『朝のホットライン』より異動
- 渡部カンコロンゴ清花　2022年5月8日～2024年6月23日までほぼ月1[注釈 48]ペースで出演。

### 週刊御意見番
- 大沢啓二（日本ハムファイターズ元監督及び球団取締役、日本プロ野球OBクラブ理事長、プロ野球マスターズリーグ議長[90]）1999年3月7日[注釈 49] - 2010年9月19日(視聴率14.1%[92])まで、2010年9月26日(視聴率12.2%[93])と10月3日(視聴率14.0%[94])は休演。10月3日に本人からの手紙を関口が紹介し、その中で「体調不良」を明らかにしていたが、10月7日に死去した。死去直後の2010年10月10日にはキャスター・コメンテーター一同が喪服で追悼コーナーでは生い立ちや初登場などを取り上げた、視聴率は17.6%だった[95]。
- 張本勲（スポーツニッポン評論家。かつてはTBS解説者、日拓ホームフライヤーズヘッドコーチ） 2000年 - 2021年12月26日
  - 張本のコメントは、ほぼ毎週、一部スポーツ新聞のネットニュースで掲載される[注釈 50]。
  - 稀に講演会や野球教室への出演の都合で、出張先からのバーチャル映像中継出演[注釈 51]（安住紳一郎と2019年上半期のTBSで初登場の2000年10月29日から2019年6月2日までの推移を特集された。）となることもある。
  - スポーツコーナーのみの出演なのでコーナーが終わるとスタジオから退席する[96]（2004年11月28日は例外的に次のコーナーにも出演）が、出演者と交友が無いわけではなく2017年7月20日には生前の岸井とともに都市対抗野球を観戦している[97]。
  - 東日本大震災の特集のため3月13日と3月20日、及び考・震災スペシャルが放送された6月12日、震災から5年を特集した2016年3月6日はコーナー休止のため出演なし
  - 2020年4月19日放送分から自宅からのリモート出演(この為スタジオ登場時のBGMはない)をしていたが、2021年10月24日以降はスタジオ出演している[98]。
  - 2021年10月17日・11月7日放送分は野球教室に参加のため欠席。代役として10月17日は東尾修（スポーツニッポン評論家・文化放送解説者。元西武ライオンズ監督）がリモート出演、11月7日は上原浩治（日刊スポーツ評論家）がスタジオ出演した。
  - 2021年11月28日の放送にて、2021年内でレギュラー出演を勇退する旨を発表した。一方で、勇退後のゲスト出演の可能性については含みを残している[99]。
  - 12月26日にイチロー、白鵬、三浦知良に餞の言葉を贈られた後[100] 王貞治に送り出された[101]。
  - 2022年3月27日に勇退後、初のゲスト出演をした、8月7日にも再び出演している。

### 週刊御意見番（助っ人枠）
太字名は現役選手時に初出演
| 担当者            | 初出演日       | 現役時代の所属球団 | 守備位置                                                                   | 記録、実績 | 監督歴                                                                                           | 現在の肩書、過去の活動歴 （初出演当時） |                                              |
| ----------------- | -------------- | --- | -------------------------------------------------------------------------- | --- | ------------------------------------------------------------------------------------------------ | --- | -------------------------------------------- |
| 土橋正幸          | 2010年10月17日 | 東映フライヤーズ | 投手                                                                       | | 東映フライヤーズ 日拓ホームフライヤーズ 日本ハムファイターズ ヤクルトスワローズ                  | |                                              |
| 高田繁            | 2010年10月24日 | 読売ジャイアンツ | 内野手 外野手                                                              | | 日本ハムファイターズ 東京ヤクルトスワローズ                                                      | 横浜DeNAベイスターズGM[注釈 52] |                                              |
| 山田久志          | 2010年11月7日  | 阪急ブレーブス | 投手                                                                       | 2009年 WBC日本代表投手コーチ                                                                                                 | 中日ドラゴンズ                                                                                   | |                                              |
| 村田兆治          | 2010年11月14日 | ロッテオリオンズ | 投手                                                                       | |                                                                                                  | |                                              |
| 佐々木主浩        | 2010年11月21日 | 横浜ベイスターズ シアトルマリナーズ | 投手                                                                       | |                                                                                                  | 競走馬オーナーなど |                                              |
| 江本孟紀          | 2010年12月26日 | 東映フライヤーズ 南海ホークス 阪神タイガース | 投手                                                                       | | 野球タイ王国代表 京都城陽ファイアーバーズ                                                        | 第16回参議院選挙比例代表選出（スポーツ平和党） 第18回参議院選挙比例代表選出（民主党） 2004年大阪府知事選挙 四国アイランドリーグplus・高知ファイティングドッグス総監督 |                                              |
| 王貞治            | 2011年1月9日   | 読売ジャイアンツ | 内野手                                                                     | 1973年 - 1974年 三冠王 通算ホームラン本数世界記録保持者 国民栄誉賞#受賞者 2006年 WBC優勝                                     | 読売ジャイアンツ 福岡ダイエーホークス 福岡ソフトバンクホークス 2006年 WBC日本代表                | 福岡ソフトバンクホークス球団会長 |                                              |
| 石毛宏典          | 2011年2月6日   | 西武ライオンズ 福岡ダイエーホークス | 内野手                                                                     | | オリックス・ブルーウェーブ                                                                       | 社団法人日本プロ野球選手会会長（3代目） 千葉商科大学付属高等学校硬式野球部テクニカルアドバイザー                                                                      |                                              |
| 駒田徳広          | 2011年2月13日  | 読売ジャイアンツ 横浜ベイスターズ | 内野手 外野手                                                              | |                                                                                                  | 四国アイランドリーグplus・高知ファイティングドッグス監督 |                                              |
| 達川光男          | 2011年2月20日  | 広島東洋カープ | 捕手                                                                       | | 広島東洋カープ                                                                                   | 福岡ソフトバンクホークスヘッドコーチ |                                              |
| 佐々木主浩        | 2011年2月27日  | 横浜ベイスターズ シアトルマリナーズ |                                                                            | | 競走馬オーナーなど                                                                               | |                                              |
| 金田正一[注釈 53] | 2011年3月6日   | 国鉄スワローズ 読売ジャイアンツ | 投手                                                                       | 1956年 - 1958年 沢村賞 プロ野球通算最多奪三振記録 通算最多勝記録保持者                                                       | ロッテオリオンズ[注釈 54]                                                                        | 2019年12月逝去 |                                              |
| 槙原寛己          | 2011年4月17日  | 読売ジャイアンツ | 投手                                                                       | 1994年 完全試合 |                                                                                                  | |                                              |
| 広澤克実          | 2011年4月24日  | ヤクルトスワローズ 読売ジャイアンツ 阪神タイガース | 内野手 外野手                                                              | 1984年ロサンゼルスオリンピックの野球競技・日本代表 1984年 ロサンゼルスオリンピック野球金メダル                               |                                                                                                  | |                                              |
| 篠塚和典          | 2011年5月1日   | 読売ジャイアンツ | 内野手                                                                     | 2009年 WBC日本代表打撃コーチ                                                                                                 |                                                                                                  | |                                              |
| 山田久志          | 2011年5月8日   | 中日ドラゴンズ元監督 | 内野手                                                                     | |                                                                                                  | |                                              |
| 立浪和義          | 2011年5月22日  | 中日ドラゴンズ | 2013年 WBC日本代表打撃コーチ                                               | | 社団法人日本プロ野球選手会会長（9代目）                                                          | |                                              |
| 北別府学          | 2011年5月29日  | 広島東洋カープ | 投手                                                                       | 1982年、1986年 沢村賞 |                                                                                                  | |                                              |
| 衣笠祥雄          | 2011年6月5日   | 広島東洋カープ | 内野手                                                                     | 連続試合出場日本記録保持者[注釈 55] 国民栄誉賞受賞者                                                                         |                                                                                                  | 2018年4月逝去 |                                              |
| 有藤通世          | 2011年6月19日  | ロッテオリオンズ | 内野手                                                                     | | ロッテオリオンズ                                                                                 | |                                              |
| 工藤公康          | 2011年6月26日  | 西武ライオンズ 福岡ダイエーホークス 読売ジャイアンツ 横浜ベイスターズ | 投手                                                                       | |                                                                                                  | 後に福岡ソフトバンクホークス1軍監督 |                                              |
| 中畑清            | 2011年7月3日   | 読売ジャイアンツ | 内野手                                                                     | | 2004年 アテネオリンピック野球日本代表 （打撃コーチ兼任）[注釈 56] 横浜DeNAベイスターズ           | 労働組合日本プロ野球選手会会長（初代） |                                              |
| 佐々岡真司        | 2011年7月10日  | 広島東洋カープ | 投手                                                                       | |                                                                                                  | |                                              |
| 柴田勲            | 2011年7月17日  | 読売ジャイアンツ | 外野手                                                                     | |                                                                                                  | |                                              |
| 王貞治            | 2011年7月24日  | 読売ジャイアンツ | 内野手                                                                     | 1973年 - 1974年 三冠王 通算ホームラン本数世界記録保持者 国民栄誉賞#受賞者 2006年 WBC優勝                                     | 読売ジャイアンツ 福岡ダイエーホークス 福岡ソフトバンクホークス 2006年 WBC日本代表                | 福岡ソフトバンクホークス球団会長 |                                              |
| 山下大輔          | 2011年7月31日  | 横浜大洋ホエールズ | 内野手                                                                     | 内野手 |                                                                                                  | 横浜ベイスターズ | 横浜DeNAベイスターズゼネラルマネージャー補佐 |
| 香川伸行          | 2011年8月14日  | 南海ホークス 福岡ダイエーホークス | 捕手                                                                       | |                                                                                                  | 2014年9月26日逝去 |                                              |
| 大矢明彦          | 2011年9月25日  | ヤクルトスワローズ | 捕手                                                                       | | 横浜ベイスターズ                                                                                 | |                                              |
| 金田正一[注釈 57] | 2011年9月18日  | 国鉄スワローズ 読売ジャイアンツ | 投手                                                                       | 1956年 - 1958年 沢村賞 プロ野球通算最多奪三振記録 通算最多勝記録保持者                                                       | ロッテオリオンズ[注釈 58]                                                                        | 2019年12月逝去 |                                              |
| 東尾修            | 2011年10月2日  | 西鉄ライオンズ 太平洋クラブライオンズ クラウンライターライオンズ 西武ライオンズ | 投手                                                                       | 投手 | 2013年 WBC日本代表投手総合コーチ                                                                 | 西武ライオンズ |                                              |
| 木田勇            | 2011年10月9日  | 日本ハムファイターズ 横浜大洋ホエールズ 中日ドラゴンズ |                                                                            | 投手 |                                                                                                  | |                                              |
| 藤田平            | 2011年10月16日 | 阪神タイガース | 内野手                                                                     | | 阪神タイガース                                                                                   | |                                              |
| 佐々木主浩        | 2011年10月23日 | 横浜ベイスターズ シアトルマリナーズ | 内野手                                                                     | |                                                                                                  | 競走馬オーナーなど |                                              |
| 駒田徳広          | 2011年10月30日 | 読売ジャイアンツ 横浜ベイスターズ | 内野手 外野手                                                              | |                                                                                                  | 四国アイランドリーグplus・高知ファイティングドッグス監督 |                                              |
| 山田久志          | 2011年11月6日  | 中日ドラゴンズ元監督 |                                                                            | |                                                                                                  | |                                              |
| 高木守道          | 2011年11月13日 | 中日ドラゴンズ |                                                                            | 中日ドラゴンズ[注釈 59] | 2020年1月逝去                                                                                    | |                                              |
| 達川光男          | 2011年11月20日 | |                                                                            | |                                                                                                  | |                                              |
| 西崎幸広          | 2011年11月27日 | 日本ハムファイターズ 西武ライオンズ | 投手                                                                       | |                                                                                                  | |                                              |
| 工藤公康          | 2011年12月25日 | 西武ライオンズ 福岡ダイエーホークス 読売ジャイアンツ 横浜ベイスターズ | 投手                                                                       | |                                                                                                  | 後に福岡ソフトバンクホークス1軍監督(報道の日2011) |                                              |
| 王貞治            | 2012年1月8日   | 読売ジャイアンツ | 内野手                                                                     | 1973年 - 1974年 三冠王 通算ホームラン本数世界記録保持者 国民栄誉賞#受賞者 2006年 WBC優勝                                     | 読売ジャイアンツ 福岡ダイエーホークス 福岡ソフトバンクホークス 2006年 WBC日本代表                | 福岡ソフトバンクホークス球団会長 |                                              |
| 佐々木主浩        | 2012年2月5日   | 横浜ベイスターズ シアトルマリナーズ | 内野手                                                                     | |                                                                                                  | 競走馬オーナーなど |                                              |
| 川藤幸三          | 2012年2月12日  | 阪神タイガース | 外野手                                                                     | |                                                                                                  | 阪神タイガースOB会会長 |                                              |
| 広澤克実          | 2012年2月26日  | ヤクルトスワローズ 読売ジャイアンツ 阪神タイガース | 内野手 外野手                                                              | 1984年ロサンゼルスオリンピックの野球競技・日本代表 1984年 ロサンゼルスオリンピック野球金メダル                               |                                                                                                  | |                                              |
| 仁志敏久          | 2012年2月19日  | 読売ジャイアンツ 横浜ベイスターズ | 内野手                                                                     | 2015年 プレミア12日本代表内野守備・走塁コーチ                                                                                | 野球日本代表#U-12代表                                                                            | |                                              |
| 村田兆治          | 2012年3月25日  | ロッテオリオンズ |                                                                            | |                                                                                                  | |                                              |
| 吉村禎章          | 2012年4月1日   | 読売ジャイアンツ | 外野手                                                                     | | 野球日本代表#U-15代表（旧U-16代表）                                                              | |                                              |
| 佐々木主浩        | 2012年4月8日   | 横浜ベイスターズ シアトルマリナーズ |                                                                            | | 競走馬オーナーなど                                                                               | |                                              |
| 槙原寛己          | 2012年4月22日  | 読売ジャイアンツ | 投手                                                                       | |                                                                                                  | |                                              |
| 石毛宏典          | 2012年4月29日  | 西武ライオンズ 福岡ダイエーホークス |                                                                            | オリックス・ブルーウェーブ                                                                                                   | 社団法人日本プロ野球選手会会長（3代目） 千葉商科大学付属高等学校硬式野球部テクニカルアドバイザー | |                                              |
| 牛島和彦          | 2012年5月6日   | 中日ドラゴンズ ロッテオリオンズ 千葉ロッテマリーンズ | 投手                                                                       | | 横浜ベイスターズ                                                                                 | |                                              |
| 金田正一[注釈 60] | 2012年5月13日  | 国鉄スワローズ 読売ジャイアンツ | 投手                                                                       | 投手 | 1956年 - 1958年 沢村賞 プロ野球通算最多奪三振記録 通算最多勝記録保持者                           | ロッテオリオンズ[注釈 61](報道の日2012) | 2019年12月逝去                               |
| 定岡正二          | 2012年6月17日  | 読売ジャイアンツ | 投手                                                                       | 投手 |                                                                                                  | |                                              |
| 斉藤明夫          | 2012年7月1日   | 大洋ホエールズ 横浜大洋ホエールズ 横浜ベイスターズ | 投手                                                                       | |                                                                                                  | |                                              |
| 佐々木主浩        | 2012年7月15日  | 横浜ベイスターズ シアトルマリナーズ |                                                                            | | 競走馬オーナーなど                                                                               | |                                              |
| 山田久志          | 2012年7月22日  | 阪急ブレーブス | 投手                                                                       | 2009年 WBC日本代表投手コーチ                                                                                                 | 中日ドラゴンズ                                                                                   | |                                              |
| 仁志敏久          | 2012年8月19日  | 読売ジャイアンツ 横浜ベイスターズ | 投手                                                                       | 内野手 | 2015年 プレミア12日本代表内野守備・走塁コーチ                                                    | 野球日本代表#U-12代表 |                                              |
| 鹿取義隆          | 2012年8月26日  | 読売ジャイアンツ 西武ライオンズ | 投手                                                                       | 2006年 WBC日本代表投手コーチ 2015年 プレミア12日本代表投手コーチ                                                             |                                                                                                  | 読売ジャイアンツゼネラルマネージャー兼編成部長[注釈 62] |                                              |
| 達川光男          | 2012年9月2日   | 広島東洋カープ | 投手                                                                       | 捕手 |                                                                                                  | 広島東洋カープ | 福岡ソフトバンクホークスヘッドコーチ         |
| 金村義明          | 2012年9月9日   | 近鉄バファローズ 中日ドラゴンズ 西武ライオンズ | 内野手                                                                     | |                                                                                                  | |                                              |
| 大島康徳          | 2012年9月16日  | 中日ドラゴンズ 日本ハムファイターズ | 内野手 外野手                                                              | 2006年 WBC日本代表打撃コーチ                                                                                                 | 日本ハムファイターズ                                                                             | |                                              |
| 王貞治            | 2012年9月23日  | 読売ジャイアンツ | 内野手 外野手                                                              | 内野手 | 1973年 - 1974年 三冠王 通算ホームラン本数世界記録保持者 国民栄誉賞#受賞者 2006年 WBC優勝         | 読売ジャイアンツ 福岡ダイエーホークス 福岡ソフトバンクホークス 2006年 WBC日本代表                                                                                     | 福岡ソフトバンクホークス球団会長             |
| 金田正一[注釈 63] | 2012年10月7日  | 国鉄スワローズ 読売ジャイアンツ | 投手                                                                       | 内野手 | 1956年 - 1958年 沢村賞 プロ野球通算最多奪三振記録 通算最多勝記録保持者                           | ロッテオリオンズ[注釈 64](報道の日2012) | 2019年12月逝去                               |
| 広澤克実          | 2012年10月14日 | ヤクルトスワローズ 読売ジャイアンツ 阪神タイガース | 投手                                                                       | 内野手 外野手 | 1984年ロサンゼルスオリンピックの野球競技・日本代表 1984年 ロサンゼルスオリンピック野球金メダル   | |                                              |
| 田口壮            | 2012年10月21日 | オリックス・ブルーウェーブ セントルイス・カージナルス フィラデルフィア・フィリーズ シカゴ・カブス オリックス・バファローズ                                                                        | 2000年 シドニーオリンピック野球日本代表 2000年 シドニーオリンピック野球4位 | | オリックス・バファローズ2軍監督[注釈 65]                                                         | |                                              |
| 槙原寛己          | 2012年10月28日 | 読売ジャイアンツ | 投手                                                                       | |                                                                                                  | |                                              |
| 立浪和義          | 2012年11月4日  | 中日ドラゴンズ | 2013年 WBC日本代表打撃コーチ                                               | | 社団法人日本プロ野球選手会会長（9代目）                                                          | |                                              |
| 上原浩治          | 2012年11月11日 | 読売ジャイアンツ ボルチモア・オリオールズ テキサス・レンジャーズ ボストン・レッドソックス シカゴ・カブス                                                                                          | 投手                                                                       | 1999年、2002年 沢村賞 2002年 アテネオリンピック野球日本代表 2006年 WBC日本代表 2008年 北京オリンピック日本代表               |                                                                                                  | |                                              |
| 佐々木主浩        | 2012年12月2日  | 横浜ベイスターズ シアトルマリナーズ |                                                                            | | 競走馬オーナーなど、この回はV張本                                                                | |                                              |
| 上原浩治          | 2012年12月16日 | 読売ジャイアンツ ボルチモア・オリオールズ テキサス・レンジャーズ ボストン・レッドソックス シカゴ・カブス                                                                                          | 投手                                                                       | 1999年、2002年 沢村賞 2002年 アテネオリンピック野球日本代表 2006年 WBC日本代表 2008年 北京オリンピック日本代表               |                                                                                                  | |                                              |
| 金田正一[注釈 66] | 2012年12月30日 | 国鉄スワローズ 読売ジャイアンツ | 投手                                                                       | 1956年 - 1958年 沢村賞 プロ野球通算最多奪三振記録 通算最多勝記録保持者                                                       | ロッテオリオンズ[注釈 67](報道の日2012)                                                          | 2019年12月逝去 |                                              |
| 山本浩二          | 2013年1月6日   | 広島東洋カープ | 投手                                                                       | 外野手 | 2008年 北京オリンピック日本代表守備走塁コーチ                                                    | 広島東洋カープ 2013 WBC日本代表 |                                              |
| 江本孟紀          | 2013年2月10日  | 東映フライヤーズ 南海ホークス 阪神タイガース |                                                                            | 外野手 | 野球タイ王国代表 京都城陽ファイアーバーズ                                                        | 第16回参議院選挙比例代表選出（スポーツ平和党） 第18回参議院選挙比例代表選出（民主党） 2004年大阪府知事選挙 四国アイランドリーグplus・高知ファイティングドッグス総監督 |                                              |
| 田尾安志          | 2013年2月17日  | 中日ドラゴンズ 西武ライオンズ 阪神タイガース | 2002年 アジア大会野球代表守備走塁コーチ                                    | 東北楽天ゴールデンイーグルス                                                                                                 |                                                                                                  | |                                              |
| 田淵幸一          | 2013年3月3日   | 阪神タイガース 西武ライオンズ | 捕手 内野手                                                                | 2008年 北京オリンピック日本代表ヘッド兼打撃コーチ                                                                            | 福岡ダイエーホークス                                                                             | |                                              |
| 辻発彦            | 2013年3月24日  | 西武ライオンズ 中日ドラゴンズ | 内野手                                                                     | 2006年 WBC日本代表内野守備走塁コーチ                                                                                         |                                                                                                  | 埼玉西武ライオンズ1軍監督 社団法人日本プロ野球選手会会長（6代目） |                                              |
| 野村克也          | 2013年6月9日   | 南海ホークス ロッテオリオンズ 西武ライオンズ | 捕手                                                                       | 1965年 三冠王（戦後初の三冠王）                                                                                              | 南海ホークス ヤクルトスワローズ 阪神タイガース 東北楽天ゴールデンイーグルス                      | 2020年2月11日逝去 |                                              |
| 岡田彰布          | 2013年7月7日   | 阪神タイガース オリックス・ブルーウェーブ | 内野手                                                                     | | 阪神タイガース オリックス・バファローズ                                                          | 労働組合日本プロ野球選手会会長（3代目） 社団法人日本プロ野球選手会会長（4代目）                                                                                       |                                              |
| 掛布雅之          | 2013年8月4日   | 阪神タイガース | 内野手                                                                     | |                                                                                                  | 阪神タイガース・オーナー付シニア・エグゼクティブ・アドバイザー |                                              |
| 元木大介          | 2013年8月18日  | 読売ジャイアンツ | 内野手                                                                     | |                                                                                                  | 読売ジャイアンツ一軍内野守備兼打撃コーチ |                                              |
| 金本知憲          | 2013年9月15日  | 広島東洋カープ 阪神タイガース | 外野手                                                                     | 連続イニング 連続試合フルイニング出場数の世界記録保持者                                                                      | 阪神タイガース                                                                                   | |                                              |
| 清原和博          | 2013年9月29日  | 西武ライオンズ 読売ジャイアンツ オリックス・バファローズ | 内野手                                                                     | |                                                                                                  | |                                              |
| 宮本慎也          | 2013年10月20日 | ヤクルトスワローズ | 内野手                                                                     | 2004年 アテネオリンピック野球日本代表 2006年 WBC日本代表 2008年 北京オリンピック日本代表                                     |                                                                                                  | 東京ヤクルトスワローズ1軍ヘッドコーチ 労働組合日本プロ野球選手会会長（6代目）                                                                                         |                                              |
| 山崎武司          | 2013年11月3日  | 中日ドラゴンズ オリックス・ブルーウェーブ 東北楽天ゴールデンイーグルス | 内野手 外野手                                                              | |                                                                                                  | |                                              |
| 石井一久[注釈 68] | 2013年11月10日 | ヤクルトスワローズ ロサンゼルス・ドジャース ニューヨーク・メッツ 埼玉西武ライオンズ | 投手                                                                       | |                                                                                                  | 吉本興業 東北楽天ゴールデンイーグルスゼネラルマネジャー兼1軍監督 |                                              |
| 吉井理人          | 2013年12月1日  | 近鉄バファローズ ヤクルトスワローズ ニューヨーク・メッツ コロラド・ロッキーズ モントリオール・エクスポズ オリックス・ブルーウェーブ 千葉ロッテマリーンズ                                          | 投手                                                                       | |                                                                                                  | 北海道日本ハムファイターズ1軍投手コーチ |                                              |
| 上原浩治          | 2013年12月29日 | 読売ジャイアンツ ボルチモア・オリオールズ テキサス・レンジャーズ ボストン・レッドソックス シカゴ・カブス                                                                                          | 投手                                                                       | 1999年、2002年 沢村賞 2002年 アテネオリンピック野球日本代表 2006年 WBC日本代表 2008年 北京オリンピック日本代表(報道の日2013) |                                                                                                  | |                                              |
| 衣笠祥雄          | 2014年2月2日   | 広島東洋カープ | 内野手                                                                     | 連続試合出場日本記録保持者[注釈 69] 国民栄誉賞受賞者                                                                         |                                                                                                  | 2018年4月逝去 |                                              |
| 高橋慶彦          | 2014年4月6日   | 広島東洋カープ 千葉ロッテマリーンズ 阪神タイガース | 内野手                                                                     | 内野手 外野手 |                                                                                                  | | オリックス・バファローズ1軍打撃コーチ        |
| 岩本勉            | 2014年4月20日  | 日本ハムファイターズ | 投手                                                                       | |                                                                                                  | タレント |                                              |
| 高木豊            | 2014年7月6日   | 横浜大洋ホエールズ 横浜ベイスターズ 日本ハムファイターズ | 内野手                                                                     | 2004年 アテネオリンピック日本代表守備走塁コーチ                                                                              |                                                                                                  | |                                              |
| 下柳剛            | 2014年7月27日  | 福岡ダイエーホークス 日本ハムファイターズ 阪神タイガース 東北楽天ゴールデンイーグルス | 投手                                                                       | |                                                                                                  | |                                              |
| 里崎智也          | 2014年10月12日 | 千葉ロッテマリーンズ | 捕手                                                                       | 2006年 WBC日本代表 2008年 北京オリンピック日本代表                                                                           |                                                                                                  | |                                              |
| 西本聖            | 2014年10月19日 | 読売ジャイアンツ 中日ドラゴンズ オリックス・ブルーウェーブ | 投手                                                                       | 1981年 沢村賞 |                                                                                                  | |                                              |
| 川﨑宗則          | 2014年10月26日 | 福岡ダイエーホークス 福岡ソフトバンクホークス シアトル・マリナーズ トロント・ブルージェイズ シカゴ・カブス（マイナー契約）                                                                        | 内野手                                                                     | 2006年 WBC日本代表 2008年 北京オリンピック日本代表 2009年 WBC日本代表                                                        |                                                                                                  | |                                              |
| 三浦大輔          | 2014年11月2日  | 横浜大洋ホエールズ 横浜ベイスターズ 横浜DeNAベイスターズ | 投手                                                                       | 2004年 アテネオリンピック野球日本代表                                                                                        |                                                                                                  | 横浜DeNAベイスターズ特別アドバイザー 横浜DeNAベイスターズ1軍投手コーチ、2軍監督、1軍監督                                                                              |                                              |
| 川口和久          | 2014年11月23日 | 広島東洋カープ 読売ジャイアンツ | 投手                                                                       | |                                                                                                  | 読売ジャイアンツ編成部非常勤職員 |                                              |
| 山本昌            | 2014年11月30日 | 中日ドラゴンズ | 投手                                                                       | 1994年 沢村賞 日本プロ野球の史上最年長プレイヤー                                                                             |                                                                                                  | |                                              |
| 王貞治            | 2015年1月18日  | 読売ジャイアンツ | 内野手                                                                     | 1973年 - 1974年 三冠王 通算ホームラン本数世界記録保持者 国民栄誉賞#受賞者 2006年 WBC優勝                                     | 読売ジャイアンツ 福岡ダイエーホークス 福岡ソフトバンクホークス 2006年 WBC日本代表                | 福岡ソフトバンクホークス球団会長 |                                              |
| 松田宣浩          | 2015年1月25日  | 福岡ソフトバンクホークス | 内野手                                                                     | 内野手 | 2013年 WBC日本代表 2014年 日米野球日本代表                                                       | |                                              |
| 片岡篤史          | 2015年2月8日   | 日本ハムファイターズ 阪神タイガース |                                                                            | 内野手 |                                                                                                  | |                                              |
| 秋山幸二          | 2015年3月15日  | 西武ライオンズ 福岡ダイエーホークス | 外野手                                                                     | | 福岡ソフトバンクホークス                                                                         | |                                              |
| 古田敦也          | 2015年3月29日  | ヤクルトスワローズ 東京ヤクルトスワローズ | 捕手                                                                       | 1988年 ソウルオリンピック野球日本代表 1988年 ソウルオリンピック野球銀メダル                                                  | 東京ヤクルトスワローズ                                                                           | 労働組合日本プロ野球選手会会長（5代目） |                                              |
| 今岡誠            | 2015年4月5日   | 阪神タイガース 千葉ロッテマリーンズ | 内野手                                                                     | 1996年 アトランタオリンピック野球日本代表 1996年 アトランタオリンピック野球銀メダル                                          |                                                                                                  | |                                              |
| 今中慎二          | 2015年5月24日  | 中日ドラゴンズ | 投手                                                                       | 1993年 沢村賞 |                                                                                                  | |                                              |
| 金田正一[注釈 70] | 2015年6月21日  | 国鉄スワローズ 読売ジャイアンツ | 投手                                                                       | 投手 | 1956年 - 1958年 沢村賞 プロ野球通算最多奪三振記録 通算最多勝記録保持者                           | ロッテオリオンズ[注釈 71](報道の日2012) | 2019年12月逝去                               |
| 藪恵壹            | 2015年7月12日  | 阪神タイガース オークランド・アスレチックス サンフランシスコ・ジャイアンツ 東北楽天ゴールデンイーグルス                                                                                           | 投手                                                                       | 投手 |                                                                                                  | |                                              |
| 清水直行          | 2015年7月26日  | 千葉ロッテマリーンズ 横浜ベイスターズ |                                                                            | |                                                                                                  | |                                              |
| 和田一浩          | 2015年10月11日 | 西武ライオンズ 中日ドラゴンズ | 捕手 外野手                                                                | 2004年 アテネオリンピック野球日本代表 2004年 アテネオリンピック野球銅メダル                                                  |                                                                                                  | |                                              |
| 高橋尚成          | 2015年10月18日 | 読売ジャイアンツ アナハイム・エンジェルス ニューヨーク・メッツ シカゴ・カブス 横浜DeNAベイスターズ                                                                                                | 投手                                                                       | |                                                                                                  | |                                              |
| 真中満            | 2015年12月6日  | ヤクルトスワローズ 東京ヤクルトスワローズ | 外野手                                                                     | |                                                                                                  | |                                              |
| 上原浩治          | 2015年12月27日 | 読売ジャイアンツ ボルチモア・オリオールズ テキサス・レンジャーズ ボストン・レッドソックス シカゴ・カブス                                                                                          | 投手                                                                       | 1999年、2002年 沢村賞 2002年 アテネオリンピック野球日本代表 2006年 WBC日本代表 2008年 北京オリンピック日本代表               |                                                                                                  | |                                              |
| 松中信彦          | 2016年3月27日  | 福岡ダイエー・ホークス 福岡ソフトバンク・ホークス | 内野手 外野手                                                              | 1996年 アトランタオリンピック野球日本代表 1996年 アトランタオリンピック野球銀メダル 2004年 三冠王                            |                                                                                                  | |                                              |
| 野村弘樹          | 2016年5月8日   | 横浜大洋ホエールズ 横浜ベイスターズ | 投手                                                                       | |                                                                                                  | 桜美林大学硬式野球部特別コーチ |                                              |
| 亀山つとむ        | 2016年6月5日   | 阪神タイガース | 外野手                                                                     | 1999年 全日本リトル優勝 1999年 リトルリーグ世界一                                                                            | 枚方リトル                                                                                       | |                                              |
| 里崎智也          | 2016年10月30日 | 千葉ロッテマリーンズ | 捕手                                                                       | 2006年 WBC日本代表 |                                                                                                  | |                                              |
| 野村祐輔          | 2016年12月18日 | 広島東洋カープ | 投手                                                                       | 2016年 最多勝・最高勝率 |                                                                                                  | |                                              |
| 上原浩治          | 2016年12月25日 | 読売ジャイアンツ ボルチモア・オリオールズ テキサス・レンジャーズ ボストン・レッドソックス シカゴ・カブス                                                                                          | 投手                                                                       | 1999年、2002年 沢村賞 2002年 アテネオリンピック野球日本代表 2006年 WBC日本代表 2008年 北京オリンピック日本代表(報道の日2013) |                                                                                                  | |                                              |
| 金田正一[注釈 72] | 2017年1月8日   | 国鉄スワローズ 読売ジャイアンツ | 投手                                                                       | 1956年 - 1958年 沢村賞 プロ野球通算最多奪三振記録 通算最多勝記録保持者                                                       | ロッテオリオンズ[注釈 73]                                                                        | 2019年12月逝去 |                                              |
| 鈴木尚広          | 2017年2月12日  | 読売ジャイアンツ | 投手                                                                       | 外野手 |                                                                                                  | |                                              |
| 岩村明憲          | 2017年2月19日  | ヤクルトスワローズ タンパベイ・デビルレイズ タンパベイ・レイズ ピッツバーグ・パイレーツ オークランド・アスレチックス 東北楽天ゴールデンイーグルス 東京ヤクルトスワローズ 福島ホープス（BCリーグ） | 内野手                                                                     | 2006年 WBC日本代表 2006年 WBC優勝 2009年 WBC日本代表 2009年 WBC優勝                                                          |                                                                                                  | BCリーグ・福島ホープス監督 |                                              |
| 荒木大輔          | 2017年3月26日  | ヤクルトスワローズ 横浜ベイスターズ | 投手                                                                       | |                                                                                                  | |                                              |
| 川上憲伸          | 2017年4月2日   | 中日ドラゴンズ アトランタ・ブレーブス | 投手                                                                       | |                                                                                                  | |                                              |
| 斉藤和巳          | 2017年7月2日   | 福岡ソフトバンクホークス | 投手                                                                       | |                                                                                                  | |                                              |
| 谷繁元信          | 2017年7月23日  | 横浜大洋ホエールズ 横浜ベイスターズ 中日ドラゴンズ | 捕手                                                                       | 2006年 WBC日本代表 2006年 WBC優勝                                                                                            | 中日ドラゴンズ                                                                                   | |                                              |
| 落合博満          | 2017年9月17日  | ロッテオリオンズ 中日ドラゴンズ 読売ジャイアンツ 日本ハムファイターズ | 内野手                                                                     | | 中日ドラゴンズ                                                                                   | 中日ドラゴンズゼネラルマネージャー（2017年まで） |                                              |
| 金田正一[注釈 74] | 2017年10月15日 | 国鉄スワローズ 読売ジャイアンツ | 投手                                                                       | 1956年 - 1958年 沢村賞 プロ野球通算最多奪三振記録 通算最多勝記録保持者                                                       | ロッテオリオンズ[注釈 75](報道の日2012)                                                          | 2019年12月逝去 |                                              |
| 王貞治            | 2018年1月7日   | 読売ジャイアンツ | 投手                                                                       | 内野手 | 1973年 - 1974年 三冠王 通算ホームラン本数世界記録保持者 国民栄誉賞#受賞者 2006年 WBC優勝         | 読売ジャイアンツ 福岡ダイエーホークス 福岡ソフトバンクホークス 2006年 WBC日本代表                                                                                     | 福岡ソフトバンクホークス球団会長             |
| 黒木知宏          | 2018年2月11日  | 千葉ロッテマリーンズ | 投手                                                                       | 内野手 |                                                                                                  | |                                              |
| 小宮山悟          | 2018年2月25日  | ロッテオリオンズ・千葉ロッテマリーンズ 横浜ベイスターズ ニューヨーク・メッツ | 投手                                                                       | |                                                                                                  | |                                              |
| 西山秀二          | 2018年8月12日  | 南海ホークス 広島東洋カープ 読売ジャイアンツ | 捕手                                                                       | |                                                                                                  | |                                              |
| 王貞治            | 2019年1月6日   | 読売ジャイアンツ | 内野手                                                                     | 1973年 - 1974年 三冠王 通算ホームラン本数世界記録保持者 国民栄誉賞#受賞者 2006年 WBC優勝                                     | 読売ジャイアンツ 福岡ダイエーホークス 福岡ソフトバンクホークス 2006年 WBC日本代表                | 福岡ソフトバンクホークス球団会長 |                                              |
| 金石昭人          | 2019年5月12日  | 広島東洋カープ 読売ジャイアンツ 日本ハムファイターズ | 内野手                                                                     | 投手 | 実業家                                                                                           | |                                              |
| 池山隆寛          | 2019年8月25日  | ヤクルトスワローズ | 内野手                                                                     | ヤクルトスワローズ 東北楽天ゴールデンイーグルスコーチ                                                                        |                                                                                                  | |                                              |
| 斉藤雅樹          | 2019年11月3日  | 読売ジャイアンツ | 投手                                                                       | 読売ジャイアンツコーチ |                                                                                                  | |                                              |
| 王貞治            | 2020年1月5日   | 読売ジャイアンツ | 内野手                                                                     | 1973年 - 1974年 三冠王 通算ホームラン本数世界記録保持者 国民栄誉賞#受賞者 2006年 WBC優勝                                     | 読売ジャイアンツ 福岡ダイエーホークス 福岡ソフトバンクホークス 2006年 WBC日本代表                | 福岡ソフトバンクホークス球団会長 |                                              |
| 新井貴浩          | 2020年2月23日  | 広島東洋カープ 阪神タイガース | 内野手                                                                     | 内野手 | 2006年 WBC日本代表 2008年 北京オリンピック野球日本代表                                           | |                                              |
| 桑田真澄          | 2020年6月21日  | 読売ジャイアンツ ピッツバーグ・パイレーツ | 投手                                                                       | | スポーツ庁参与(2019年4月から2020年3月まで)                                                       | 読売ジャイアンツ1軍投手コーチ補佐 |                                              |
| 岡島秀樹          | 2020年8月30日  | 読売ジャイアンツ 北海道日本ハムファイターズ ボストン・レッドソックス 福岡ソフトバンクホークス オークランド・アスレチックス 横浜DeNAベイスターズ                                                   | 投手                                                                       | |                                                                                                  | |                                              |
| 王貞治            | 2021年1月10日  | 読売ジャイアンツ | 投手                                                                       | 内野手 | 1973年 - 1974年 三冠王 通算ホームラン本数世界記録保持者 国民栄誉賞#受賞者 2006年 WBC優勝         | 読売ジャイアンツ 福岡ダイエーホークス 福岡ソフトバンクホークス 2006年 WBC日本代表                                                                                     | 福岡ソフトバンクホークス球団会長             |
| 堀内恒夫          | 2021年2月7日   | 読売ジャイアンツ | 投手                                                                       | 内野手 | 読売ジャイアンツ1軍監督                                                                          | |                                              |
| 槙原寛己          | 2021年8月29日  | 読売ジャイアンツ | 投手                                                                       | |                                                                                                  | |                                              |
| 王貞治            | 2021年12月26日 | 読売ジャイアンツ | 内野手                                                                     | 1973年 - 1974年 三冠王 通算ホームラン本数世界記録保持者 国民栄誉賞#受賞者 2006年 WBC優勝                                     | 読売ジャイアンツ 福岡ダイエーホークス 福岡ソフトバンクホークス 2006年 WBC日本代表                | 福岡ソフトバンクホークス球団会長 |                                              |
太字名は現役選手時に初出演
| 担当者       | 初出演日       | 出身競技                 | 現在の肩書 | 現役時代の実績・肩書など |  |
| ------------ | -------------- | ------------------------ | --- | --- |  |
| 大古誠司     | 2010年10月31日 | バレーボール             | | 1968年 メキシコシティオリンピックバレーボール日本代表 1968年 メキシコシティオリンピック男子銀メダル 1972年 ミュンヘンオリンピックバレーボール日本代表 1972年 ミュンヘンオリンピック男子金メダル |  |
| 瀬古利彦     | 2010年11月28日 | 陸上競技                 | DeNAランニングクラブ総監督 | 1980年 モスクワオリンピック男子マラソン日本代表 1984年 ロサンゼルスオリンピック男子マラソン代表 |  |
| 北の富士勝昭 | 2010年12月5日  | 大相撲                   | | 第52代横綱 |  |
| 松尾雄治     | 2010年12月12日 | ラグビー                 | | 日本ラグビーフットボール選手権大会優勝 1975年 明治大学 1978年 - 1984年 新日鉄釜石 |  |
| 斉藤仁       | 2010年12月19日 | 柔道                     | | 1984年 ロサンゼルスオリンピック柔道日本代表 1984年 ロサンゼルスオリンピック男子95kg超級金メダル 1988年 ソウルオリンピック日本柔道代表 1988年 ソウルオリンピック男子95kg超級金メダル |  |
| 青木功       | 2011年1月2日   | ゴルフ                   | | 2015年 秋の褒章者に名を刻んだ。 |  |
| 大八木淳史   | 2011年1月16日  | ラグビー                 | 学校法人芦屋学園第10代理事長 芦屋学園ラグビークラブGM                                                                                            | 日本ラグビーフットボール選手権大会優勝 1988 - 1994年 神戸製鋼 |  |
| 鈴木大地     | 2011年1月23日  | 競泳                     | 日本水泳連盟会長 初代スポーツ庁長官 | 1988年 ソウルオリンピック日本水泳代表 1988年 ソウルオリンピック男子200M背泳ぎ金メダル |  |
| 瀬古利彦     | 2011年1月30日  | 陸上                     | | |  |
| 具志堅用高   | 2011年4月10日  | ボクシング               | | 現役時代で記録した世界王座13回連続防衛は今も破られていない。 |  |
| 朝原宣治     | 2011年5月15日  | 陸上競技                 | 大阪ガス陸上部コーチ | 1996年 アトランタオリンピック陸上日本代表 2008年 北京オリンピック陸上日本代表 2008年 北京オリンピック男子4×100mリレー銅メダル |  |
| 川合俊一     | 2011年8月7日   | バレーボール             | 日本ビーチバレー連盟会長 | 1984年 ロサンゼルスオリンピックバレーボール日本代表 1988年 ソウルオリンピックバレーボール日本代表 |  |
| 瀬古利彦     | 2011年8月28日  | 陸上                     | | |  |
| 松尾雄治     | 2011年12月11日 | ラグビー                 | | |  |
| 斉藤仁       | 2011年12月18日 | 柔道                     | | |  |
| 大八木淳史   | 2012年1月15日  | ラグビー                 | | |  |
| 浅香山       | 2012年1月29日  | 大相撲                   | | 大関・魁皇 |  |
| 小島伸幸     | 2012年3月4日   | サッカー                 | | |  |
| 瀬古利彦     | 2012年3月18日  | 陸上競技                 | DeNAランニングクラブ総監督 | 1980年 モスクワオリンピック男子マラソン日本代表 1984年 ロサンゼルスオリンピック男子マラソン代表 |  |
| 鈴木大地     | 2012年4月15日  | 競泳                     | 日本水泳連盟会長 初代スポーツ庁長官 | 1988年 ソウルオリンピック日本水泳代表 1988年 ソウルオリンピック男子200M背泳ぎ金メダル |  |
| 篠原信一     | 2012年5月20日  | 柔道                     | | 2000年 シドニーオリンピック柔道日本代表 2000年 シドニーオリンピック男子100kg超級銀メダル |  |
| 川合俊一     | 2012年6月3日   | バレーボール             | 日本ビーチバレー連盟会長 | 1984年 ロサンゼルスオリンピックバレーボール日本代表 1988年 ソウルオリンピックバレーボール日本代表 |  |
| 釜本邦茂     | 2012年6月10日  | サッカー                 | | 1964年 東京オリンピックサッカー日本代表 1968年 メキシコシティオリンピックサッカー日本代表 1968年 メキシコシティオリンピックサッカー銅メダル |  |
| 内藤大助     | 2012年6月24日  | ボクシング               | | WBCフライ級第35代王者 |  |
| 貴乃花       | 2012年9月30日  | 大相撲                   | | 第65代横綱 |  |
| 大畑大介     | 2012年11月18日 | ラグビー                 | | |  |
| 瀬古利彦     | 2012年12月9日  | 陸上競技                 | DeNAランニングクラブ総監督 | 1980年 モスクワオリンピック男子マラソン日本代表 1984年 ロサンゼルスオリンピック男子マラソン代表 |  |
| 太田雄貴     | 2012年12月23日 | ラグビー                 | | |  |
| 川淵三郎     | 2013年1月13日  | サッカー                 | JAPAN 2024 TASKFORCE 初代チェアマン 2015年 ジャパン・プロフェッショナル・バスケットボールリーグ設立、初代チェアマン                              | |  |
| 振分         | 2013年3月31日  | 大相撲                   | | 小結・高見盛 |  |
| ラモス瑠偉   | 2013年6月16日  | サッカー                 | | |  |
| 瀬古利彦     | 2014年1月5日   | 陸上競技                 | DeNAランニングクラブ総監督 | 1980年 モスクワオリンピック男子マラソン日本代表 1984年 ロサンゼルスオリンピック男子マラソン代表 |  |
| 織田信成     | 2014年2月16日  | フィギュアスケート       | | 2010年 バンクーバーオリンピック男子フィギアスケート日本代表 |  |
| 船木和喜     | 2014年2月23日  | スキージャンプ           | | 1998年 長野オリンピックスキージャンプ日本代表 1998年 長野オリンピック男子ノーマルヒル銀メダル・ラージヒル金メダル・ラージヒル団体金メダル 2002年 ソルトレイクシティオリンピックスキージャンプ日本代表 |  |
| 福田正博     | 2014年3月2日   | サッカー                 | 三菱重工業サッカー部 浦和レッドダイヤモンズ | |  |
| 鈴木桂治     | 2014年5月4日   | 柔道                     | 全日本男子代表コーチ 国士舘大学体育学部武道学科准教授 国士舘大学男子柔道部監督                                                                   | 2004年 アテネオリンピック柔道日本代表 2004年 アテネオリンピック男子100kg超級金メダル |  |
| 北の富士勝昭 | 2014年8月5日   | 大相撲                   | | 第52代横綱 |  |
| 北島康介     | 2014年8月31日  | 競泳                     | | 2004年 アテネオリンピック水泳日本代表 2004年 アテネオリンピック :男子100ｍ平泳ぎ金メダル :男子200ｍ平泳ぎ金メダル :男子4 x 100mメドレーリレー銅メダル 2008年 北京オリンピック水泳日本代表 2008年 北京オリンピック :男子100ｍ平泳ぎ金メダル :男子200ｍ平泳ぎ金メダル :男子4 x 100mメドレーリレー銅メダル 2012年 ロンドンオリンピック水泳日本代表 2012年 ロンドンオリンピック男子4 x 100mメドレーリレー銀メダル |  |
| 秋田豊       | 2014年9月21日  | サッカー                 | | |  |
| 清水宏保     | 2014年12月28日 | スピードスケート         | | 1998年 長野オリンピックスピードスケート日本代表 1998年 長野オリンピックスピードスケート **男子500ｍ金メダル **男子1000ｍ銅メダル 2002年 ソルトレイクシティオリンピックスピードスケート日本代表 2002年 ソルトレイクシティオリンピック男子500ｍ銀メダル |  |
| 北の富士勝昭 | 2015年1月4日   | 大相撲                   | | 第52代横綱 |  |
| 松井大輔     | 2015年1月11日  | サッカー                 | ジュビロ磐田 | 2004年 アテネオリンピックサッカー日本代表 |  |
| 大畑大介     | 2015年3月1日   | ラグビー                 | | |  |
| 中嶋常幸     | 2015年3月22日  | ゴルフ                   | | |  |
| 鳴戸         | 2015年5月31日  | 大相撲                   | | 大関・琴欧洲 |  |
| 松木安太郎   | 2015年11月29日 | サッカー                 | 元読売クラブ→ヴェルディ川崎（現・東京ヴェルディ）選手・監督 明治安田生命 J.LAEGUE CHAMPIONSHIP スペシャルアンバサダー サッカー日本代表の中継解説 | 監督で当時のヴェルディ川崎を2年連続年間王者へ導いた。 |  |
| 古賀稔彦     | 2015年12月13日 | 柔道                     | 環太平洋大学教授 古賀塾塾長 | 1992年 バルセロナオリンピック柔道日本代表 1992年 バルセロナオリンピック男子71kg以下級金メダル |  |
| セルジオ越後 | 2016年1月17日  | サッカー                 | H.C.栃木日光アイスバックスシニア・ディレクター                                                                                                   | |  |
| 武蔵川       | 2016年4月3日   | 大相撲                   | | 第67代横綱・武蔵丸 |  |
| 藤島         | 2016年5月29日  | 大相撲                   | | 大関・武双山 |  |
| 伊東浩司     | 2016年6月26日  | 陸上競技 短距離走        | 甲南大学スポーツ・健康科学教育研究センター准教授                                                                                                 | 1996年 アトランタオリンピック陸上日本代表 2000年 シドニーオリンピック陸上日本代表 100メートル日本記録保持者 |  |
| 小錦八十吉   | 2016年7月17日  | 大相撲                   | | 大関・小錦 |  |
| 西岩         | 2016年7月31日  | 大相撲                   | | 関脇・若の里 |  |
| 小出義雄     | 2016年8月14日  | 陸上競技                 | 佐倉アスリート倶楽部監督 | |  |
| 松田丈志     | 2017年4月16日  | 競泳                     | | |  |
| 鈴木隆行     | 2017年5月21日  | サッカー                 | | |  |
| 宮下純一     | 2017年7月30日  | 競泳                     | | |  |
| 田臥勇太     | 2017年10月1日  | バスケットボール         | | |  |
| 森末慎二     | 2017年10月8日  | 体操                     | | 1984年 ロサンゼルスオリンピック金メダリスト |  |
| 皆川賢太郎   | 2018年1月14日  | アルペンスキー           | 全日本スキー連盟 | |  |
| 荻原健司     | 2018年1月28日  | スキー・ノルディック複合 | | 1992年 アルベールビルオリンピックノルディック日本代表 1992年 アルベールビルオリンピックノルディック複合団体金メダル 1994年 リレハンメルオリンピックノルディック日本代表 1992年 リレハンメルオリンピックノルディック複合団体金メダル 1998年 長野オリンピックノルディック日本代表 2002年 ソルトレークオリンピックノルディック複合日本代表                                                                       |  |
| 金田喜稔     | 2018年3月25日  | サッカー                 | 日本サッカー名蹴会会長 | |  |
| 瀧本誠       | 2018年5月7日   | 柔道                     | 駒澤大学講師 世田谷区スポーツ振興財団世田谷ジュニアアカデミーにて「柔道アカデミー」の総合監修 総合格闘家                                         | 2000 シドニー 81kg級・金メダル アジア柔道選手権、1995 ニューデリー 78kg級・金メダル、2000 東京 81kg級・銅メダル |  |
| 野村忠宏     | 2018年9月2日   | 柔道                     | 医学博士 | オリンピック1996 アトランタ60kg級金メダル 2000 シドニー\|60kg級金メダル 2004 アテネ60kg級金メダル 世界柔道選手権1997 パリ60kg級金メダル 2003 大阪60kg級銅メダル |  |
| 眞鍋政義     | 2018年9月30日  | バレーボール             | ヴィクトリーナ姫路ジェネラルマネージャー NPO法人日本バレーボール・オリンピアンの会理事[102]。                                                    | 2009－2016 全日本女子代表監督 |  |
| 荻原次晴     | 2018年12月2日  | スキー・ノルディック複合 | | 1998年 長野オリンピックノルディック日本代表 1998年 長野オリンピックノルディック複合個人6位・団体5位 |  |
| 堀越正巳     | 2019年1月13日  | ラグビー                 | | |  |
| 清宮克幸     | 2019年9月8日   | ラグビー                 | 早稲田大学ラグビー蹴球部元監督 トップリーグヤマハ発動機ジュビロ前監督 日本ラグビーフットボール協会副会長                                         | |  |
| 宗猛         | 2019年10月6日  | 陸上                     | 旭化成陸上部総監督 | 1980年 モスクワオリンピックマラソン代表 1984年 ロサンゼルスオリンピック男子マラソン4位 |  |
| 廣瀬俊朗     | 2020年1月12日  | ラグビー                 | 株式会社ビジネス・ブレークスルー アスリートアンバサダー                                                                                          | |  |
| 北の富士勝昭 | 2020年2月2日   | 大相撲                   | | 第52代横綱 |  |
| 荒磯         | 2020年8月9日   | 大相撲                   | | 横綱・稀勢の里 |  |
| 森保一       | 2022年12月25日 | サッカー                 | | サッカー日本代表監督 |  |
太字名は現役選手時に初出演
| 担当者     | 初出演日       | 出身競技           | 現役時代の実績 |
| ---------- | -------------- | ------------------ | --- |
| 大林素子   | 2011年8月21日  | バレーボール       | 日立ベルフィーユ、セリエA（アンコーナ）、東洋紡オーキス 1988年 ソウルオリンピック日本代表 1992年 バルセロナオリンピック日本代表 1996年 アトランタオリンピック日本代表 日本リーグ/Vプレミアリーグ優勝6回（1986年、1988年、1990年、1991年、1992年、1993年） 日本リーグ/Vプレミアリーグベスト6（1986年、1988年、1990年、1991年、1993年、1995年） 日本リーグ最高殊勲選手賞（1988年、1992年、1993年）                                                                                |
| 樋口久子   | 2011年12月4日  | ゴルフ             | 通算72勝（日本女子プロゴルフ選手最多記録） 賞金女王11回・日本女子選手最多記録（1968年～1976年、1978年～1979年） 1977年 全米女子プロゴルフ選手権優勝 1996年 日本女子プロゴルフ協会会長 2003年 世界ゴルフ殿堂入り 2011年 日本女子プロゴルフ協会会長退任、相談役に就任 2014年 文化功労者 |
| 沢松奈生子 | 2012年1月22日  | テニス             | ツアー通算4勝 グランドスラム34大会連続本戦出場 10年連続WTA世界ランキング50位以内 1992年 バルセロナオリンピック日本代表 1996年 アトランタオリンピック日本代表 |
| 吉原知子   | 2012年5月27日  | バレーボール       | 日立ベルフィーユ、セリエA（アンコーナ、ローマ）、ダイエーオレンジアタッカーズ、東洋紡オーキス、パイオニアレッドウィングス 1992年 バルセロナオリンピック日本代表 1996年 アトランタオリンピック日本代表 2004年 アテネオリンピック日本代表 日本リーグ/Vプレミアリーグ優勝9回（1988年、1990年、1991年、1992年、1993年、1997年、2000年、2003年、2005年） |
| 杉山愛     | 2012年7月8日   | テニス             | ツアー通算44勝（シングルス6勝、ダブルス38勝） 1999年 全米オープン混合ダブルス優勝 2003年 全仏オープン女子ダブルス優勝 2003年 ウィンブルドン女子ダブルス優勝 |
| 山口香     | 2012年7月29日  | 柔道               | |
| 有森裕子   | 2012年8月12日  | マラソン           | 1991年 世界陸上マラソン日本代表・4位入賞 1992年 バルセロナオリンピックマラソン銀メダリスト 1996年 アトランタオリンピックマラソン銀メダリスト 1999年 ボストンマラソン3位 |
| 伊藤みどり | 2012年11月25日 | フィギュアスケート | 全日本選手権 シングル *優勝9回（1984/1985（第53回）～1991/1992（第60回）、1995/1996（第64回）） *2位（1983/1984（第52回）） *3位（1980/1981（第49回）） 1988年 カルガリーオリンピック シングル5位入賞 1992年 アルベールビルオリンピック シングル銀メダル |
| 古閑美保   | 2013年5月12日  | ゴルフ             | 通算12勝 2008年 賞金女王 |
| 高橋みゆき | 2013年9月1日   | バレーボール       | |
| 潮田玲子   | 2013年12月15日 | バドミントン       | 全日本選手権 女子ダブルス優勝（2004年～2008年）、混合ダブルス優勝（2011年） 2008年 北京オリンピック日本代表 2012年 ロンドンオリンピック日本代表 |
| 岡崎朋美   | 2014年1月26日  | スピードスケート   | 1994年 リレハンメルオリンピック日本代表 1998年 長野オリンピック500ｍ銅メダル 2002年 ソルトレイクシティオリンピック日本代表 2006年 トリノオリンピック日本代表・選手団主将 2010年 バンクーバーオリンピック日本代表・開会式旗手 冬季五輪日本女子選手最年長出場記録、最多連続出場記録者（2004年 ソチオリンピック時点の記録） ISUワールドカップ通算12勝 |
| 萩原智子   | 2014年6月29日  | 競泳               | 1998年 アジア大会 100m背泳ぎ、200m背泳ぎ、400mメドレーリレーの3冠 1999年 パンパシフィック水泳選手権 200m背泳ぎ金メダル 2000年 シドニーオリンピック 200m個人メドレー8位、200m背泳ぎ4位 2001年 世界水泳選手権 4x200mフリーリレー銅メダル 2002年 日本選手権 200m自由形、200m背泳ぎ、200m個人メドレー、100m自由形の4冠 2002年 パンパシフィック水泳選手権 200m個人メドレー金メダル、4x100mフリーリレー銅メダル                                                                       |
| 岩崎恭子   | 2014年9月28日  | 競泳               | 1992年 バルセロナオリンピック日本代表 1992年 バルセロナオリンピック200ｍ平泳ぎ金メダル '当時の日本女子水泳選手で史上最年少の金メダリスト' 1996年 アトランタオリンピック日本代表 |
| 鈴木明子   | 2014年12月7日  | フィギュアスケート | 2010年 バンクーバーオリンピック 女子シングル日本代表 2012年 世界選手権女子シングル銅メダル 2014年 ソチオリンピック 女子シングル、団体日本代表 |
| 村主章枝   | 2015年12月20日 | フィギュアスケート | |
| 平野早矢香 | 2017年6月11日  | 卓球               | 2004年 世界卓球 ドーハ 女子団体銅メダル 2006年 世界卓球 ブレーメン 女子団体銅メダル 2008年 世界卓球 広州 女子団体銅メダル 2010年 世界卓球 モスクワ 女子団体銅メダル ロンドンオリンピック日本代表 2012年 ロンドンオリンピック女子団体銀メダル 2014年 世界卓球選手権東京大会女子団体銀メダル |
| 千葉真子   | 2017年8月6日   | 陸上競技           | |
| 小椋久美子 | 2017年9月3日   | バドミントン       | 全日本総合バドミントン選手権大会 2006年アジア競技大会ドーハ女子ダブルス銅メダル 2007年世界バドミントン選手権大会女子ダブルス銅メダル 2008年北京オリンピックのバドミントン競技女子ダブルス |
| 陣内貴美子 | 2018年8月5日   | バドミントン       | スポーツジャーナリスト ニュースキャスター タレント 日本バドミントン協会総務本部広報委員会委員 |
| 金藤理絵   | 2018年8月19日  | 水泳               | 2016年2016 リオデジャネイロ女子200m平泳ぎ金メダル 2014世界短水路選手権女子200m平泳ぎ銀メダル 2014パンパシフィック水泳選手権女子200m平泳ぎ銀メダル 2014アジア大会女子200m平泳ぎ銀メダル ユニバーシアード2009 ベオグラード女子200m平泳ぎ金メダル |
| 谷本歩実   | 2019年9月1日   | 柔道               | オリンピック：2004年アテネ63kg級金メダル、2008年北京63kg級金メダル 世界柔道選手権：2001年ミュンヘン63kg級銅メダル、2005年カイロ63kg級銀メダル、2007年リオデジャネイロ63kg級銅メダル 世界団体：2002年バーゼル63kg級金メダル、2008年東京63kg級金メダル、2006年パリ63kg級銅メダル アジア大会：2002年釜山63kg級金メダル、2006年ドーハ63kg級銅メダル アジア柔道選手権：2001年ウランバートル63kg級金メダル、2004年アルマトイ63kg級金メダル 世界ジュニア：2000年ナブール63kg級銀メダル |
| 八木沼純子 | 2019年12月8日  | フィギュアスケート | 世界ジュニア選手権：1988 ブリスベン女子シングル銀メダル、1989 サラエヴォ女子シングル銀メダル |
| 北口榛花   | 2023年12月24日 | 陸上競技           | |

## 現在の番組構成
膳場時代（2024年4月 -）
- オープニング → メインニュース（割愛される場合あり）
- 一週間のニュース
- スポーツご意見番 喝！あっぱれ！
- 週間天気
- 風をよむ
- 今週の予定 → エンディング
- 『サンデージャポン』ジャンクション

関口時代（1999年‐ 2024年3月）
- オープニング → メインニュース（割愛される場合あり）
- 一週間のニュース
- 親分が怒ってるんだぞ→週間御意見番
- 週間天気
- 風をよむ
- 一枚の写真 → エンディング
- 『サンデージャポン』ジャンクション

## 主なコーナー
重大なニュース、事件などが発生した場合、「週刊御意見番（スポーツ）」、「一週間のニュース・週間天気」の順番が入れ替わる場合がある。

### カバーストーリー(メインニュース)
放送開始前の1週間以内に起きた出来事2つ程度(稀に事件の映像を1つ流してから行われることもある)を番組冒頭にニュースとして取り上げ、VTRによる検証とスタジオトークを展開する。94年7月3日には出演者の北野大が自ら松本サリン事件の現地へ赴いた。2006年8月27日以降は一部のニュースにおいて、手作り風のフリップを用意 し、アシスタントがそれを用いながら原稿読みをしている。フリップは担当キャスターとディレクター、アシスタントディレクターら5～6人で製作し、文字や絵はキャスター自身が書いているまた2014年9月7日からは解説ボードなる黒板がスタジオに備え付けられ、コメンテーターが解説する際に用いられるが、2015年5月31日はキャスターの橋谷が担当した。なお、フリップも黒板も関口の発案である。

### 一週間
開始以来続くコーナー（初期の頃は「ニュースまとめて一週間」「先週の動き」というコーナーであった）。テーマ曲をBGMにして関口がその週の主なニュースを紹介し、コメンテーターに意見を求める。現行では前半で取り上げなかった話題が中心。週間天気は
通常は前週の日曜から順番に取り上げていくが、2004年11月18日に発生した元千葉ロッテマリーンズ投手強盗殺人事件の際28日放送時に最初にとりあげて、前のコーナーからそのまま待機させていた大沢と張本にコメントを求めた。
2022年7月3日・24日は一週間のニュースだけ放送しカバーストーリーがなかったが、以降も稀にこの構成で行われる場合がある。2020年初めまでは御意見番の後に放送された。

### 週刊御意見番（スポーツ）→ スポーツご意見番 喝！あっぱれ！
一週間のスポーツの中で起きた出来事を雑誌の中吊り（順番は中吊りの右側から順に進む）をイメージした項目フリップに沿って関口と唐橋が進行。野球を中心とするスポーツ解説者がプロ野球を中心に様々なスポーツの話題について、良い出来事やプレーについては「あっぱれ」、怠慢プレー等については「喝」を入れコメントをする。なお、出演者が、手違いなどを犯した場合にも喝が入れられるケースがある（一例を挙げると、関口が、「あっぱれ」と「喝」を貼り間違えたケースや、張本がリモート出演中に放送機材を誤って倒してしまい、張本が一時的に映らなくなったケースなど）。1999年の開始時は大沢啓二が単独出演していたが、1999年7月11日に大沢に誘われた張本勲が初出演したのち、大沢が来れない時に代役として出るようになり、放送で手違いによるダブルブッキングが起き、2人の共演となったがこれが視聴者からの大反響を呼んだため、それ以後毎週2人が出演するスタンスになる。当初は「親分が怒ってるんだぞ」というタイトルであった。2003年3月23日はイラク戦争のためコーナー休止。
大沢の死去後は、大沢の代役となるレギュラーコメンテーターは置かれず、10月17日放送分以降オープニングジングルがJNN系スポーツテーマコバルトの空に変わり、コーナーテロップに入っていた大沢と張本のイラストは外され、張本がレギュラーとして継続出演し、週替わりでスポーツ選手・評論家が「助っ人」と称して出演する形をとるようになった。更にその後2021年末をもって張本がレギュラーを勇退して上原浩治に交代したが、張本は引き続き不定期的に助っ人として出演する他、レギュラーの上原も不在となることがあり、その場合は助っ人2人のみで進行する。評論家はプロ野球選手出身者が中心（必ずしもTBS系の専属者とは限らず）だが、他のスポーツ選手出身者が出演することもある。初出演の助っ人には懐かしい現役時代のVTRが流れる慣行になっている。
なお、大沢・張本・上原や助っ人とは別に、ゴルフの話題の場合は「屋根裏」こと副調整室（スタジオサブ）からタケ小山が解説する。また通常のコメンテーターの中でも、中西がサッカー関連の話題でコメントすることがある他、故人では大相撲に関しては相撲経験のある岸井が、横浜DeNAベイスターズに関しては大の横浜ファンである浅井がそれぞれコメントすることもあった。
当初は20分程度のコーナーであったが、40分程度の時期を経て20分程度となっている。前半の野球で進行が遅れると後半の話題がカットされることがあり、その場合には中吊り風フリップに合った見出しの上に無地の紙が貼られて隠される。後半には日本ではあまり有名ではないスポーツ（ニュースポーツ）が取り上げられることが多く、例えばカバディ、ペタンク、スポーツチャンバラといった競技から、年明け最初の放送では競技かるたをスポーツとして取り上げることもある。また、少年少女や高齢者のみで行われるスポーツ大会も後半で取り上げられる。
　2006年には№1の喝とその主役に「大喝グランプリ」が送られた。
| 放送日         | 受賞項目   | 何の大会の何の試合・何処のスタジアムで?                                                              | 主役は誰?                         |
| -------------- | ---------- | --- | --------------------------------- |
| 2006年12月31日 | 疑惑の判定 | 第1回ワールド・ベースボール・クラシック 二次リーグ 第1戦 日本VS アメリカ合衆国（エンゼルスタジアム） | ボブ・デービッドソン 本試合の球審 |

2009年から、日本人メジャーリーガーはその週の結果によって、投手・野手関係無く成績の良かった選手には「エエジャー」、反対に成績の悪かった日本人選手は「ダメジャー」という称号で紹介する様になり、2010年からは良いとも悪いとも言えない場合の「どっちジャー」の称号も使用されている。2011年にはコーナーで扱われることは減り、称号も使用されなくなったが、2013年に復活した。2015年以降再び称号は使用されていない。

### 週間天気
週刊御意見番の後に行われる。2014年から、最初首都圏近郊の公園や施設からの中継映像で季節の風景を紹介していたが（中継先にリポーター等はおらず、サブキャスターが紹介、2020年3月以降は「週刊御意見番」終了後に天気部分のみ単独で放送し、全国の週間予報をテロップ表記する。また中継映像はなく、渋谷や横浜等のお天気カメラの映像に乗せる形で週間予報の一覧テロップを表記するのみとなった。

### 風をよむ
2000年12月24日まではブリッジ21、2001年1月7日 から2001年12月23日まではbreeze21 のタイトルで、2002年1月6日以降は風をよむ とタイトルが変更された。2023年4月からは橋谷に代わり水野が担当。ニュースよりも主に世相の動きを取り上げ、通行人のインタビューを織り交ぜながら、コメンテーターの見解を聞いていく。現代の世相をそぎ切りつつ、明日の日本、世界を展望する。2007年3月25日の放送は、「風をよむ」の途中で能登半島沖でM7.1の地震が発生、輪島市などで震度6強が観測されたためVTR明けから報道フロアに引き取られそのまま番組は終了となった。2010年2月28日の放送は、一週間のニュースの途中でチリ地震による津波警報が発令された為、9時33分に番組を中断して報道フロアに引き取られそのまま番組は終了。これにより、一週間のニュース内で長崎県知事選の詳細を取り上げると紹介していた「風をよむ」は休止となった。2011年3月に東日本大震災を受けて「考・震災」が2012年3月11日まで行われた。2014年5月は日本国憲法について考察するシリーズ企画「考・憲法」が行われていた。スタジオ・テーマ曲は「First Daughter of the Moon」by 2002。かつては「オンリー・タイム」がテーマ曲として使用されていた。録音ではなく生で読み上げられる。
2001年以降は通常放送の年内最終日、「breeze21」「風をよむ」の代わりに○○年墓碑銘(墓碑銘というコーナーではなくあくまで風をよむの一環として)が放送される。その年に亡くなった国内・海外の政治家・著名人・芸能人を紹介する。主に「一週間のニュース」で報じられた人物、幅広い年齢層で知名度が高い人物を中心に紹介される。岸井成格が死去した際には、墓碑銘を待たずに風をよむで追悼特集を組み、橋谷が声を詰まらせながら読み上げた。関口宏 - 時代は逝った人'○○（中には年下二桁）が放送されていた。
2018年は番組ゆかりの出演者（新堀、岸井、衣笠、輪島）4名に加え初代キャスターだった浜尾が他界した。

## エンディング
コロナ前まではエンディングにサブキャスターも集まっていた(関口司会最終回以降は復活)。唐橋はスポーツコーナーが終わった後、エンディングまで控室でおにぎりやおやつを食べていた。

## 終了したコーナー
早わかり一週間
番組冒頭で、一週間のニュースをコンパクトに振り返る。このコーナーが放送されていた時期は本コーナーを3分程度放送してからオープニングが放送されたが、番組開始直後とオープニング、MC挨拶の間にCMが入るやや変則的な構成になっていた。
ニュースのその後
世間を騒がせたニュースの現場の「その後」を、当時出演していた長岡杏子アナウンサーらが取材。
今週の一枚
2001年11月に始まった番組のエンディングで行われ、CM前に一部分が隠された写真を見せ、CM明けに隠された部分をめくって紹介するコーナー。最近では、CM明けに、隠された部分の写真を見せ、その際に、その部分をめくることが多くなってきた。「風をよむ」が長引いた場合は中止される。中止の場合は番組公式インスタグラムに公開される。司会が膳場になってからは、1週間の予定をパネルで見せるものに代わっている。

## スタッフ
- 構成：田中陽一、吉村幹彦
- TM：井下雅美
- TD：中村年正（以前はカメラ）、井上久徳（週替り）
- TD/カメラ：佐藤雅之（週替り）
- VE：對間敏文、杉崎彩瑛、富田祐介、久保澤知史、熊谷雄太（週替り）
- 音声：斉藤宏司、龍田幸久、見上純一（週替り）
- 照明：永田泰二
- カメラ：大野紘平、高村勇樹（週替り）
- 美術プロデューサー：水野谷重謙
- 美術デザイナー：西出衣織
- 美術ディレクター：平原道夫（以前は美術進行→美術制作）
- フラワーアレンジ：中川雅子（1999年[121] - ）
- 大道具操作：西原武志（以前は大道具操作→大道具装置）
- 電飾(マルチ)：岩田苑子
- オブジェ製作：中島勘也
- タイトル：望月雅基
- 音響効果：TBS ACT（旧アックス）（2009年6月までサウンズ・アートと表記）
- 編集：TBS SPARKLE（旧エフエフ東放）
- 選曲：林章雄、山下博文
- 音楽：三枝成彰（1987年 - 1997年、1998年 - ）、大嵜慶子（2024年4月7日 - ）
- 美術協力：BCL、COSMETICS
- TK：岸田純子、飛田亜也[122]（週替り）
- AD：清未沙紀、池本弓太朗
- ディレクター：吉田康浩、洪川真一、市来忠紀、柏木大治、塩飽達也、鈴木康仁、田中伸幸、久留島かほ里、荒井正春、保科哲巳、金森泰宏（金森→一時離脱►復帰）、長谷川亮、南貴之、宇都木彩翔、小濱大輔
- 制作協力：TBS SPARKLE（旧ジョブエックス・JASC）、ファーストハンド、綜合企画、PINO、プロジェクトウィング、泉放送制作、メディア・バスターズ、LADAK、FAN・DREAM、dox、新、MONO（PINO・dox・新・MONO→2024年4月7日 - ）
- 編成：河賢樹（2023年7月2日 - ）、中野翔貴（2025年7月20日 - ）
- 宣伝：小山陽介
- 企画協力：Sankei
- 協力プロデューサー：清水康三
- 演出：星佑紀、吉田敦（星→2025年4月6日 - 、吉田→2025年4月27日 - 、共に毎週ディレクター）
- アシスタントプロデューサー：橋本敏雄（以前はチーフディレクター）
- スポーツプロデューサー：田中悦子（2025年4月6日 - 、以前はディレクター→2024年4月7日 - 2025年3月30日はチーフディレクター）、石川豊（以前はチーフディレクター）
- 番組プロデューサー：黒河陽平（2022年7月 - ）
- 制作プロデューサー：金富隆（以前はチーフディレクター→番組プロデューサー）
- 制作：TBSテレビ報道局
- 製作著作：TBS

### 過去のスタッフ
- 構成：平松邦宏、下山啓、安達充、渡公平、矢頭浩、島良輔、玉丸みゆき、内海邦一、雀部俊毅、近藤夏紀、藤井誠、大野剛
- 監修：上西研三郎（以前は構成）
- ナレーター：鈴木麻里子
- 技術：辻本直弘、小林敏之（小林→以前はVE）
- TM：古閑敏真
- TD/VE：藤本剛、大場貴文
- TD：飯塚嗣、瀬戸博之、丹野至之、山田賢司、依田純、中野啓、米山亨
- VE：浜田泰生、八木真一郎、下山剛司、生田史織、姫野雅美、愛川楓丈、柿崎祐人、宇都宮勝、木野内洋、平子勝隆
- 音声：青木武夫、坂井健志、吉田博二、菅沼智博、渡邊学、山田健吾、中村全希、朝日拓郎、小澤義春、相馬敦、藤井忍、浜崎健
- 照明：和田英雄、今井尚人、山本守、床井弘一、遠藤和俊
- カメラ：小山内義紀、高橋昴太郎、大政則智
- 中継：江波戸弘行、長島輝夫
- 美術制作→美術プロデューサー：矢部清、金野寿夫、相野道生、小畑光良、中西忠司、棚橋浩之、有村美香、齊藤傑（以前は美術デザイン）、中村嘉邦
- デザイナー：根本真一、山田栄（山田→以前は美術）
- 大道具製作：東宝舞台、藤満達郎
- 大道具操作：榎本丈治（太陽座）
- マルチ：清水久敏
- マルチ→電飾：小林篤、林唯奈（林→2019年4月21日 - ）、佐藤千尋
- 電飾(マルチ)：井上大華
- 音楽：中村由利子（1997年 - 1998年、2011年 - 2012年「考・震災」コーナー曲）
- 音響効果：アーツポート企画
- リサーチャー：後藤幹次郎、赤坂昭人
- AD：福田恵介、山上和佳子、杉浦慎一、木村貴子、榎本まりな、守本梨沙、野下希、金子夕夏、村瀬匠
- ディレクター：米本純夫、木村理津、真下淳、中村有里、花阪幸一、古橋大輔、佐藤純一、深川隆司、山本有人、浦弘二、山瀧祥子、峠田浩、橋本梓、遠藤靖、仙波幸英、近藤容一、八木仁士、溝口勝之、稲田博臣、片山薫、田向玲子、久我雄三、金子栄樹、福永大輔、大槻悦子、戸所佑輔、岸将之、福島伸浩、堀江陽介、荒川光（荒川→以前はAD）、加藤知(和)明、村上詔英、松井幸雄、田村順子、青木絵未梨、藤井勇貴（以前はAD）、井上豊裕、原哲男、石塚大志（石塚→以前はAD）、今井祐介、重原由佳（重原→一時離脱→復帰）、岡田拓明、工藤和靖、篠田伸二(紺野美沙子の夫、2020年から氷見市副市長[123])、一ノ谷嘉行（一ノ谷→一時離脱→復帰）、野口龍、遠藤奏
- 編成：貞包史明、荒井麻理子、薄井大郎（薄井→2018年7月15日 - 2019年10月13日）、太田裕之（2018年7月15日 - 2020年7月5日）、平田圭（2020年7月12日 - 2022年6月26日）、松岡洋太（2019年10月20日 - 2022年10月16日）、嶌暢大（2022年7月3日 - 2023年6月）、福間寛子（2022年10月23日 - 2025年7月13日）
- 番組宣伝：小池由起、樋口真佳、小泉美果
- デスク：唐沢好江
- 協力：小林はじめ
- チーフディレクター：内藤宏之、知久学、鈴木達、山脇伸介、永山貴也、鮎澤毅、水口康成、岡崎吉弘、遠山友季、本田三奈（本田→以前は番組宣伝）、出原宏明、大野慎二郎（大野→2020年6月 - 7月26日）、川上敬二郎（川上→2018年7月8日 - 2021年7月）、渡部宗一（渡部→2021年8月 - 2023年6月）
- 演出：古賀淳也（2024年4月7日 - 2025年3月30日）
- スポーツプロデューサー：藤田泰昌、松原健（松原→以前はディレクター）、後藤健雄
- 監修プロデューサー：西野哲史（2021年7月 - 2023年 、以前は2011年10月9日 - 2021年6月まで制作プロデューサー）
- 総合プロデューサー：山中裕俊（新 - 時代[68]）
- プロデューサー：大野照夫（関口宏 - 時代）、秋山征夫（関口宏 - 時代）、鈴木宏友
- 番組プロデューサー：赤坂知泰、廣井紀年、黒岩亜純（黒岩→2020年10月25日 - 2022年3月）、天野環（2023年7月2日 - 2024年6月30日、以前はチーフディレクター→一時離脱）
- 制作プロデューサー：神保泰宏（1987年10月 - 1996年3月）、大沢恒夫、吉崎隆（吉崎→以前はプロデューサー）、藤原康延（藤原→以前はチーフディレクター→プロデューサー）、南部雅弘、日野桂文、向山明生
- 制作協力：C3、O3、81NEWS、東放制作、千代田ラフト、TRIM、TBS-V（1990年代後半から2000年前半までTBSスポーツになる前のスポーツコーナーのみ、番組の制作には大きく関わっていない）、メディア総合研究所、メディアインターナショナル、Neverstop、関口宏事務所、東京ビデオセンター、WHOLE MAN、profit inc.、BRAISE、KEEL、エフインパクト
- 制作：TBSライブ、TBSスポーツ

## 不祥事

### テロップ捏造事件
2003年（平成15年）11月2日の放送で、10月28日「救う会東京」の集会で東京都知事の石原慎太郎（当時）が基調講演を行い、その際の「私は日韓合併を100%正当化するつもりはない」「彼らの感情からすれば、そりゃやっぱり忌々しいし、屈辱でもありましょう。しかし、どちらかといえば彼らの先祖の責任であってね」という石原の発言について、「私は日韓合併を100%正当化するつもりだ」という正反対のテロップをつけた上、音声・映像もテロップに合わせるように「つもり…」以降を切り落として編集し放送した。コメンテーター達もその映像、テロップに沿って石原を批判した。
一方、10時からの番組『サンデージャポン』では普通に「つもりはない」と、石原の発言を出していた（岸井成格はこの発言の翌日に石原と面会したと発言していたが、テロップミスに気付いていなかった）。翌週の番組内にこの放送に関しての謝罪があったが、あくまでも「テロップミス」に対する謝罪であり、意図的ともいえる編集、及びそれらに基づいてなされた都知事批判に対する謝罪はなかった。石原は告訴し、2004年12月14日、番組制作にかかわったプロデューサーら4人が名誉毀損の疑いで書類送検されたが、その後刑事処分は不起訴となった。
2005年3月29日、東京地検は「発言内容を故意にねじ曲げたねつ造とは認められない」とし不起訴とした。
その後石原は、TBSを相手に8000万円の損害賠償を求める民事訴訟を起こしたが、2006年6月22日に東京地方裁判所で和解が成立。TBSが誤報を認めて謝罪し、石原は賠償請求を放棄した。
なお、TBSは2003年12月に字幕のチェック態勢を見直しテロップ担当という職を設け、サンデーモーニングには情報局の元局長が就いた。

### 張本勲の中大への虚偽発言報道と謝罪文の内容
2016年10月16日放送の「週刊御意見番」のコーナーで、前日の15日に行われた第93回箱根駅伝予選会で名門校の一つである中央大学が予選落ちし、本戦連続出場が87回でストップしたという話題を取り上げた。その際、レギュラーコメンテーターの張本勲（野球評論家）が「情報によると内紛があるそうだから」と発言。これに対し、陸上部部長を務める同大法科大学院教授の野村修也が番組放送直後、張本の発言を「事実無根である」とし、TBSに対し訂正と謝罪を要求したことを自身のツイッターで明らかにした。10月20日、TBSは番組公式サイトにて謝罪文を公表し、同日、野村は自身のツイッターで「コメントを発表して下さった番組の誠実なご対応に感謝申し上げます」と反応している。ただし、サンモ二の謝罪文には発言者である「張本」の名前が無かったことへの批判が寄せられた。

### 張本勲の女性蔑視発言
2021年8月8日の放送で、張本勲が、東京オリンピック女子ボクシングフェザー級で入江聖奈選手が金メダルを獲得したことに触れて、「女性でも殴り合い好きな人、いるんだね。見ててどうするのかな。嫁入り前のお嬢ちゃんが顔を殴り合って、こんな競技好きな人、いるんだ」などと発言した。これを受けて、日本ボクシング連盟は同10日付でTBSに対し抗議文を提出。
サンデーモーニングが、司会の関口や発言者の張本でなく女性アシスタントに謝罪をさせたことで、さらなる批判が寓せられた。
TBSは12日付で連盟に対し謝罪文を提出した。謝罪文には、番組プロデューサー名で「当番組として、不快に思われたボクシング関係者や視聴者の皆さまに誠に申し訳なく存じます」などと記され、「私の発言は言葉が足りませんでした」などとする張本の談話も記載された

## ネット局と放送時間
| 放送対象地域   | 放送局                    | 系列    | 放送時間         | ネット状況 |
| -------------- | ------------------------- | ------- | ---------------- | ---------- |
| 関東広域圏     | TBSテレビ（TBS）          | TBS系列 | 日曜 8:00 - 9:54 | 【制作局】 |
| 北海道         | 北海道放送（HBC）         | TBS系列 | 日曜 8:00 - 9:54 | 同時ネット |
| 青森県         | 青森テレビ（ATV）         | TBS系列 | 日曜 8:00 - 9:54 | 同時ネット |
| 岩手県         | IBC岩手放送（IBC）        | TBS系列 | 日曜 8:00 - 9:54 | 同時ネット |
| 宮城県         | 東北放送（tbc）           | TBS系列 | 日曜 8:00 - 9:54 | 同時ネット |
| 山形県         | テレビユー山形（TUY）     | TBS系列 | 日曜 8:00 - 9:54 | 同時ネット |
| 福島県         | テレビユー福島（TUF）     | TBS系列 | 日曜 8:00 - 9:54 | 同時ネット |
| 山梨県         | テレビ山梨（UTY）         | TBS系列 | 日曜 8:00 - 9:54 | 同時ネット |
| 長野県         | 信越放送（SBC）           | TBS系列 | 日曜 8:00 - 9:54 | 同時ネット |
| 新潟県         | 新潟放送（BSN）           | TBS系列 | 日曜 8:00 - 9:54 | 同時ネット |
| 静岡県         | 静岡放送（SBS）           | TBS系列 | 日曜 8:00 - 9:54 | 同時ネット |
| 富山県         | チューリップテレビ（TUT） | TBS系列 | 日曜 8:00 - 9:54 | 同時ネット |
| 石川県         | 北陸放送（MRO）           | TBS系列 | 日曜 8:00 - 9:54 | 同時ネット |
| 中京広域圏     | CBCテレビ（CBC）          | TBS系列 | 日曜 8:00 - 9:54 | 同時ネット |
| 近畿広域圏     | 毎日放送（MBS）           | TBS系列 | 日曜 8:00 - 9:54 | 同時ネット |
| 鳥取県・島根県 | 山陰放送（BSS）           | TBS系列 | 日曜 8:00 - 9:54 | 同時ネット |
| 岡山県・香川県 | RSK山陽放送（RSK）        | TBS系列 | 日曜 8:00 - 9:54 | 同時ネット |
| 広島県         | 中国放送（RCC）           | TBS系列 | 日曜 8:00 - 9:54 | 同時ネット |
| 山口県         | テレビ山口（tys）         | TBS系列 | 日曜 8:00 - 9:54 | 同時ネット |
| 愛媛県         | あいテレビ（itv）         | TBS系列 | 日曜 8:00 - 9:54 | 同時ネット |
| 高知県         | テレビ高知（KUTV）        | TBS系列 | 日曜 8:00 - 9:54 | 同時ネット |
| 福岡県         | RKB毎日放送（RKB）        | TBS系列 | 日曜 8:00 - 9:54 | 同時ネット |
| 長崎県         | 長崎放送（NBC）           | TBS系列 | 日曜 8:00 - 9:54 | 同時ネット |
| 熊本県         | 熊本放送（RKK）           | TBS系列 | 日曜 8:00 - 9:54 | 同時ネット |
| 大分県         | 大分放送（OBS）           | TBS系列 | 日曜 8:00 - 9:54 | 同時ネット |
| 宮崎県         | 宮崎放送（MRT）           | TBS系列 | 日曜 8:00 - 9:54 | 同時ネット |
| 鹿児島県       | 南日本放送（MBC）         | TBS系列 | 日曜 8:00 - 9:54 | 同時ネット |
| 沖縄県         | 琉球放送（RBC）           | TBS系列 | 日曜 8:00 - 9:54 | 同時ネット |

### 番組開始当初、後半30分を飛び降り放送していた局
2024年現在ではネット局全てにおいて全編をネットしているが、開始当初はローカルセールス枠となる後半30分（ミニ番組が入るため実質的には23分ほど）が任意ネット枠となっており、その部分を所謂「飛び降り」という形で非ネットという局も一部存在した。以下の各局がそれに該当する。
- 東北放送
- 静岡放送（9:30からは自社制作のドキュメンタリー番組を放送していた）
- 北陸放送（1988年1月31日放送分まで）
- 山陰放送
- 南海放送（1989年3月まで）
- テレビ高知
- 琉球放送
- 1989年9月24日までの九州地区ブロックネット(九州地区のe-JNN加盟局)[注釈 91]は『窓をあけて九州』（九州電力提供）を放送するため、9:30までの飛び降り放送となっていたが、1989年10月1日以降は10:00に移動したため、フルネットで放送されている。

### 番組開始後に放送を開始または終了した局
- テレビユー山形（1989年10月の開局から）
- テレビユー富山（現在：チューリップテレビ）（1990年10月の開局から）
- 南海放送[注釈 92]（日本テレビ系列）伊予テレビ開局後も半年間継続（1987年10月から1993年3月まで）
- 伊予テレビ（現在：あいテレビ）（1993年4月から）
  - 愛媛県では番組スタートから南海放送（日本テレビ系列）でネットされた。1992年10月にTBS系新局としてあいテレビ（当時の伊予テレビ）が開局してからも、スポンサーの都合で半年間南海放送でネットされていたが、1993年4月に伊予テレビに移行した。1993年9月まで土曜朝に放送されていた『すてきな出逢い いい朝8時』、日曜朝に放送されていた『地球ZIG ZAG』（いずれも毎日放送制作）でも同様だった[135]。なお、南海放送はネット打ち切り後本来の系列番組『THE・サンデー』のネット受けに切り替えた。南海放送で継続出来た理由は、当時の番組制作部署が（TBS・MBS共々）報道局ではなく社会情報局だったこと、つまりは協定に違反しなかったため。